# Moda (abbigliamento)

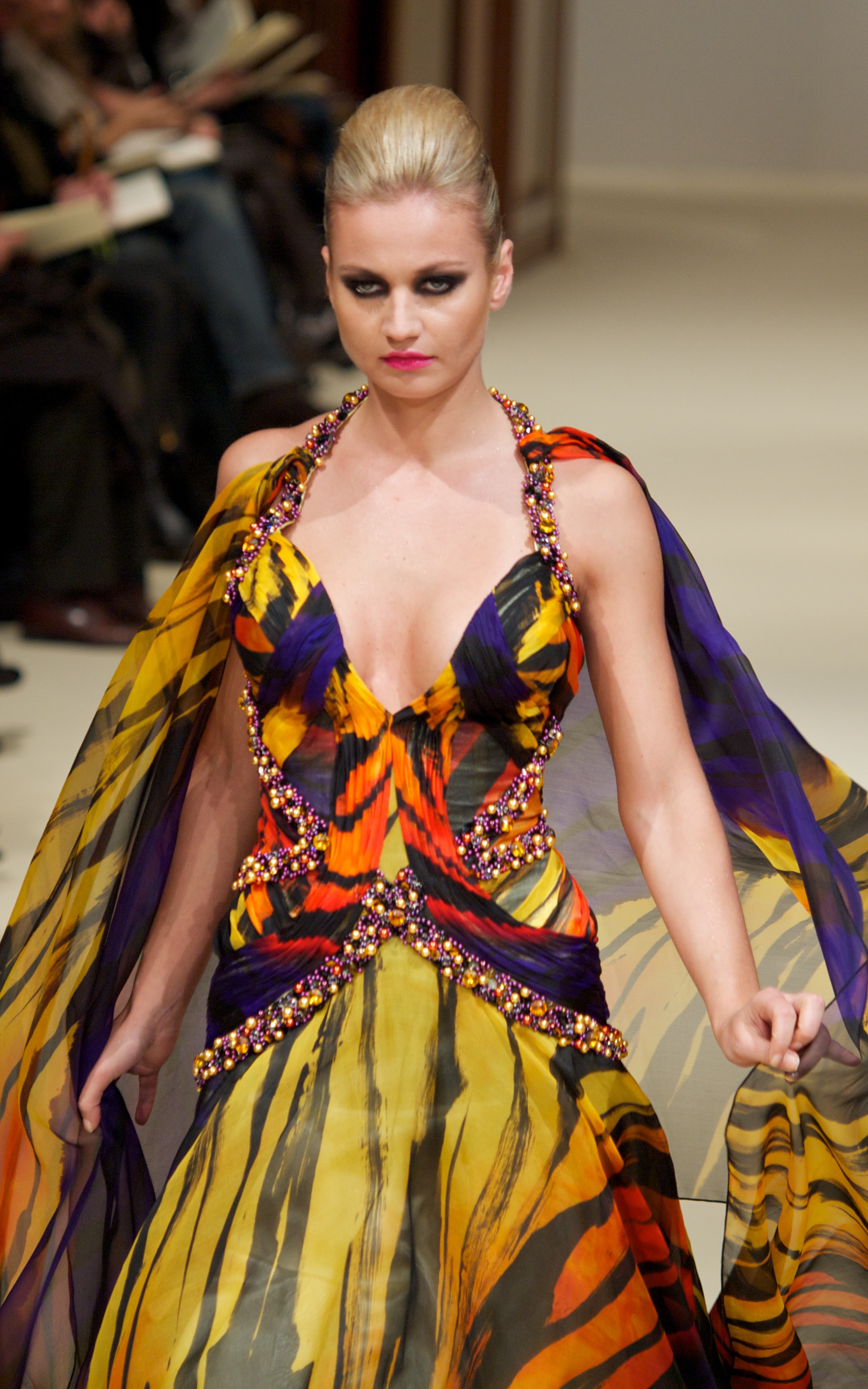
Modella con un abito moderno che riflette l'attuale tendenza della moda a una sfilata, Parigi, 2011

La moda, nel suo significato più generale, consiste nella scelta del modo di vestire o di indossare ornamenti, secondo il gusto di una determinata epoca e in una determinata regione. Si tratta di un fenomeno che coinvolge la collettività attraverso la società, il suo aspetto, i codici che impone e il gusto individuale. Per traslato il temine indica anche l'attività artigianale o industriale che realizza i capi di abbigliamento relativi a essa, e in questo senso la moda è una delle industrie più importanti al mondo per fatturato e crescita, rappresentando nel 2018 il 6% dei consumi globali.
La moda nasce solo in parte dalla necessità umana, correlata alla sopravvivenza, di coprirsi con tessuti, pelli o materiali lavorati per essere indossati. Dopo la preistoria l'abito assunse anche precise funzioni sociali, atte a distinguere le varie classi e le mansioni sacerdotali, amministrative e militari. Così si definisce la moda, con la necessità di differenziare l'estetica.

## Origine del termine
Il termine moda deriva dal latino modus, che significa maniera, norma, regola, tempo, melodia, modalità, ritmo, tono, moderazione, guisa, discrezione.
"La moda è un fenomeno sociale che si caratterizza principalmente per la sua estrema variabilità. Essa, infatti, non può fare a meno di mutare costantemente e pertanto sin dal primo apparire sulla scena sociale si è manifestata attraverso un'incessante produzione di forme nuove o che si presentano come tali." Vanni Codeluppi
Nei secoli passati l'abbigliamento alla moda era appannaggio delle sole classi abbienti, soprattutto per via del costo dei tessuti e dei coloranti usati, che venivano estratti dal mondo minerale, animale e vegetale. Prima dell'Ottocento l'abito era considerato talmente prezioso che veniva elencato tra i beni testamentari.
I ceti poco abbienti erano soliti indossare solo abiti tagliati rozzamente e, soprattutto, colorati con tinture poco costose come il grigio. A questi si aggiungevano scarpe in panno o legno. Non potendo permettersi il lusso di acquistare abiti nuovi confezionati su misura, tali classi ripiegavano spesso sull'abbigliamento usato.

## Il significato della moda
Georg Simmel ha messo in luce nel 1895 come la causa della variabilità della moda sia il confronto che si manifesta tra due spinte contrapposte presenti negli esseri umani: quella che ricerca l’imitazione (o uguaglianza) e quella che muove verso la differenziazione (o mutamento): «La moda è imitazione di un modello dato e appaga il bisogno di un appoggio sociale, conduce il singolo sulla via che tutti percorrono, dà un universale che fa del comportamento di ogni singolo un puro esempio. Nondimeno appaga il bisogno di diversità, la tendenza alla differenziazione, al cambiamento, al distinguersi» (p. 21).
Ciò avviene perché, come ha argomentato lo stesso Simmel, l’individuo si sente rassicurato dal fatto di appartenere, grazie alla moda, a una collettività sociale che si comporta nello stesso modo e condivide gli stessi obiettivi e ideali. Nel medesimo tempo, però, egli è anche gratificato quando riesce a sperimentare gli aspetti originali e sorprendenti che la moda può assumere.
La moda è un fenomeno sociale: nasce solo in parte dalla necessità umana correlata alla sopravvivenza di coprirsi con tessuti, pelli o materiali lavorati per essere indossati. Dopo la preistoria l'abito assunse anche precise funzioni sociali, atte a distinguere le varie classi e le mansioni sacerdotali, amministrative e militari. Le donne, che solitamente erano escluse dal potere, non per questo rinunciavano a vestirsi con cura e ricchezza.

## Sarti e stilisti
I manuali di taglio e sartoria si svilupparono con una certa lentezza, soprattutto quando, dal XIV secolo in poi, si cominciarono a creare abiti aderenti al corpo. Garzoni, nel suo libro su tutte le professioni del mondo edito a Venezia nel 1585, dice esplicitamente che un buon sarto deve sapere fare di tutto, per soddisfare ogni necessità della sua clientela. Quello del sarto non era quindi un mestiere indipendente, bensì era un servitore delle grandi signorie: viveva e lavorava presso la corte di un signore, che poteva anche scegliere di "prestarlo" a parenti o amici. 
La retribuzione per l'operato si aggirava intorno al 10% della spesa del tessuto. Era una professione preclusa alle donne, che come sarte avevano compiti minori o si applicavano maggiormente al telaio e al ricamo. Non esistevano le taglie, quindi ogni vestito era un pezzo unico, realizzato su misura del cliente. Le unità di misura erano variabili; a Venezia erano in uso i brazzi: da seda, che corrispondeva a 63,8 cm, e da lana, 67,3 cm.

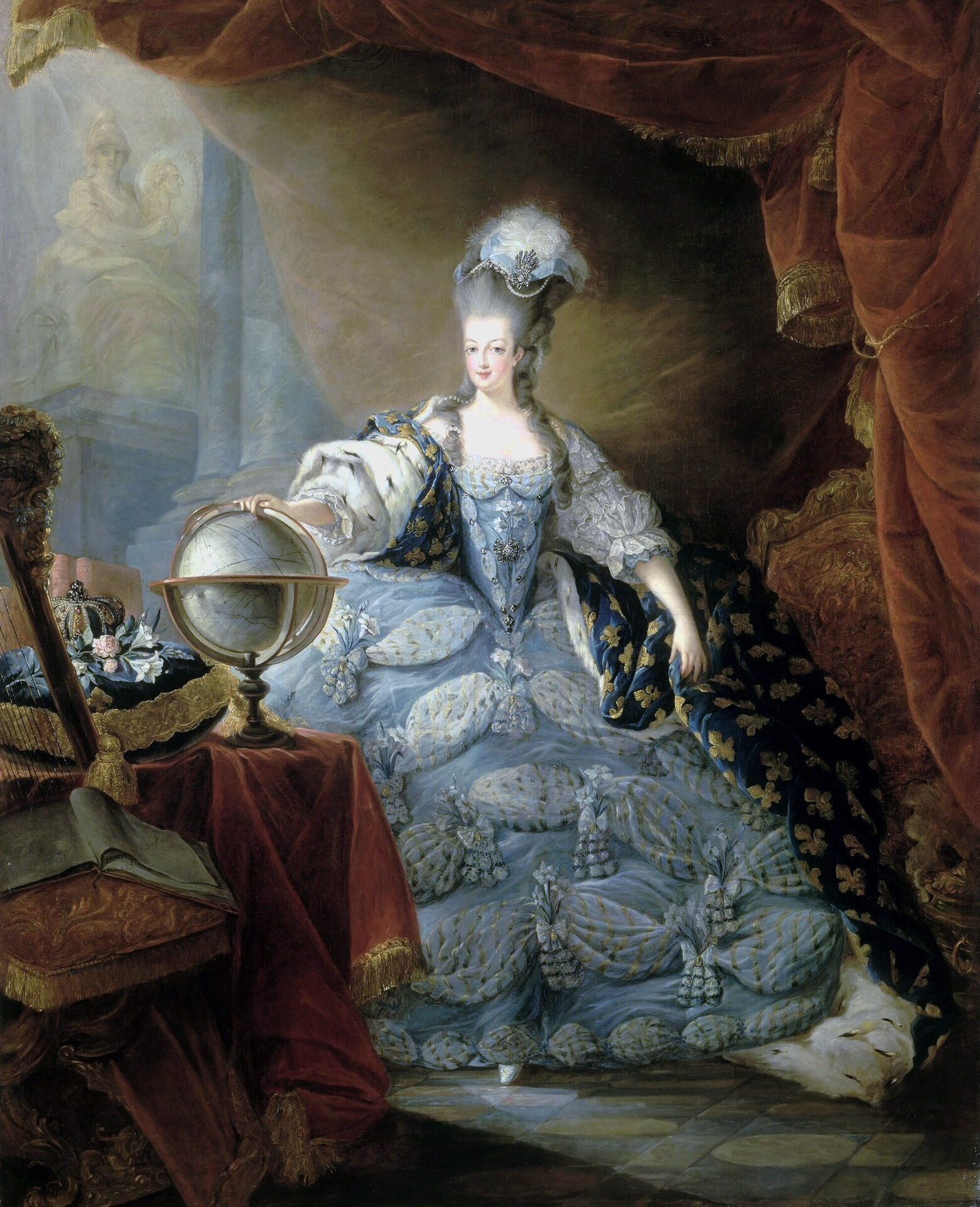
Una toilette della sovrana di Francia Maria Antonietta

Anche alcuni artisti, come Giotto e Antonio del Pollaiolo crearono modelli di abiti e tessuti. 
La famosa sarta della regina di Francia Maria Antonietta, Rose Bertin, pur creando sontuose toilettes per la regina, non poteva ancora definirsi stilista. Per fare un esempio, a causa delle rigide leggi suntuarie che regolavano l'abbigliamento, una sarta non poteva comperare direttamente il tessuto, che era venduto esclusivamente dal fabbricante. Dopo la rivoluzione francese la Convenzione nazionale abolì le corporazioni e le regole rigide e minuziose che vi erano applicate, stabilendo che ciascuno potesse vestirsi a proprio piacimento. Il decreto nasceva per l'odio contro le leggi suntuarie che erano ormai diventate uno spartiacque tra l'abito dell'aristocrazia e quello della borghesia, a cui erano proibiti molti oggetti di lusso. Dopo di allora il sarto fu completamente libero di esprimere la sua creatività.
Nell'Ottocento la tecnica sartoriale andò affinandosi rendendo più agevole indossare il vestito. Dal XIX secolo si iniziano a distinguere i primi stilisti, che creavano nuovi tagli, nuove stoffe e nuovi canoni nel modo di abbigliarsi, con l'adozione di nuovi abiti femminili quali il tailleur inventato alla fine del secolo dall'inglese Redfern. Lo stilista capovolse il rapporto tra il sarto e la cliente, che ora dipendeva dalle sue idee ed era ben felice di indossare un abito firmato da lui e realizzato nel suo atelier. Gli stilisti lavoravano solo per l'élite poiché i costi per l'ideazione e per la produzione erano molto alti. Questo nuovo impulso di riforma fu principalmente portato avanti da Charles Fréderic Worth, inglese trapiantato in Francia, considerato l'inventore della Haute Couture e sarto personale dell'imperatrice Eugenia, moglie di Napoleone III, e della sua corte, dal 1865.

La rivoluzione industriale nata in Inghilterra alla fine del XVIII secolo, creò, nel campo della moda e della tessitura, macchine che permettevano di tessere, tagliare e cucire con rapidità e a basso costo. Tuttavia la moda si avvicinò alla massa solo verso la metà dell'Ottocento, grazie all'invenzione di macchine per tagliare le pezze di tessuto e all'introduzione del telaio meccanico jaquard. All'inizio tali tecniche furono applicate soprattutto alle uniformi militari; con la nascita in Francia dei grandi magazzini, i prezzi degli abiti confezionati in serie si abbassarono notevolmente. 

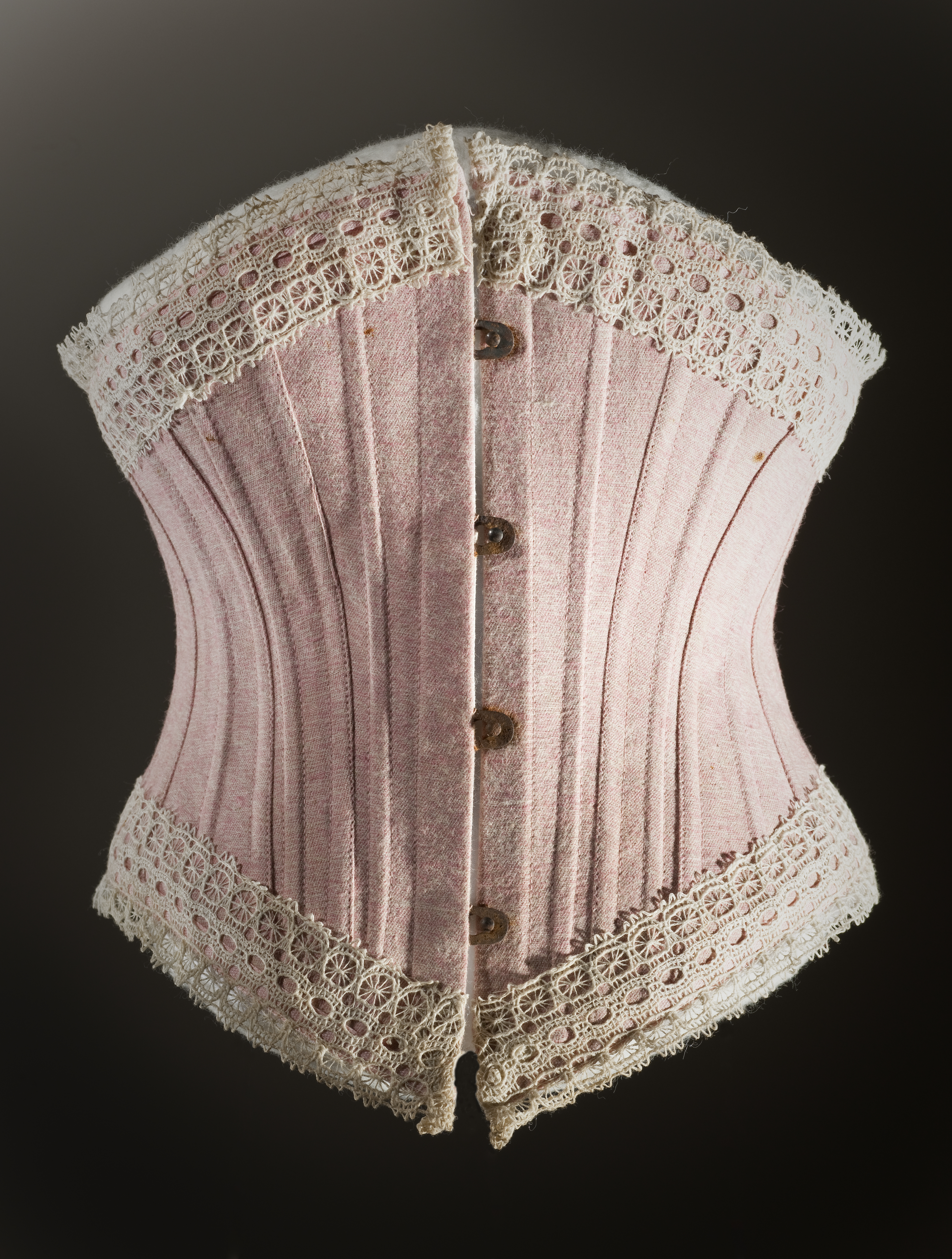
Corset 1890-1895

Le nuove tecniche della chimica e l'invenzione dell'acciaio introdussero materiali meno costosi: la tessitura meccanica accelerò la produzione di stoffa, così come la stampa delle decorazioni con coloranti industriali; i busti e le sottogonne non furono più rinforzati da stecche di balena, ma di metallo, facilmente riproducibile in serie.
La crinolina, la sottogonna a cupola diffusa durante il periodo del romanticismo e munita di cerchi d'acciaio, fu per la prima volta indossata anche dalle donne del popolo.

## Leggi suntuarie
Le leggi suntuarie sono note in Italia fin dall'epoca romana e costituiscono un prezioso documento per conoscere la moda in ogni tempo: si tratta di dispositivi legislativi che limitavano il lusso nella moda maschile e femminile, o obbligavano determinati gruppi sociali a indossare segni distintivi.
Già nel 215 a.C. la Lex Oppia cercava di limitare la ricchezza degli abiti femminili. In seguito, lo stesso Giulio Cesare e alcuni imperatori intervennero contro le vesti di uomini e donne stabilendone anche il prezzo. Con l'avvento del Cristianesimo i documenti a nostra disposizione citano, per i primi secoli, esclusivamente prediche di monaci o ecclesiastici contro costumi considerati troppo audaci.

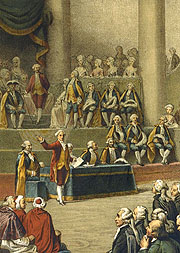
I rappresentanti degli Stati Generali

In Italia le prime leggi suntuarie di cui si abbia notizia certa riappaiono nel Duecento: erano colpiti acconciature, decorazioni, gioielli, strascichi, pellicce. I colpevoli erano multati, oppure gli si vietava l'assoluzione in chiesa, fatto gravissimo per il tempo. Dal 1500 in poi le leggi diventarono più dettagliate e minuziose e cominciarono a colpire maggiormente le classi medie o popolari, in specie la servitù, chiudendo un occhio sul lusso dei signori e delle loro corti. Non potendo arginare realmente il lusso le leggi suntuarie vi si adeguarono permettendo cose che nei secoli precedenti erano proibite, come alcuni tipi di pelliccia o la moltiplicazione dei gioielli sulle mani e su tutto il corpo. Esse variavano da città a città, con maggiore durezza o tolleranza. A Firenze furono diverse le leggi suntuarie emanate dalla Repubblica fiorentina fin dal 1330, per arrivare al 19 ottobre 1546 con la legge “sopra gli ornamenti et abiti degli uomini e delle donne” e alla riforma del 4 dicembre 1562 “sopra il vestire abiti et ornamenti delle donne ed uomini della città di Firenze”, emanate da Cosimo I de' Medici contro gli eccessi del lusso.
Venezia, città libera e ricca, era più clemente di altre. Esistevano guardie delegate al controllo delle disposizioni emanate, che a volte potevano entrare nelle case o raccogliere denunce premiando il denunciante. Le reazioni delle donne, bersaglio preferito dei legislatori, furono a volte di esplicita protesta, a volte di furbi accomodamenti, come quando nascondevano lo strascico con spille per poi scioglierlo alla prima occasione favorevole.
Tra le leggi più discriminanti vi erano quelle che colpivano gli ebrei, che erano obbligati a portare un cappello a punta o un contrassegno colorato sul braccio; per le prostitute era solitamente vietato lo sfoggio troppo vistoso, mentre a volte dovevano indossare abiti di determinati colori o segni distintivi. In seguito anche a coloro che furono giudicati eretici si fece indossare un abito penitenziale, solitamente giallo.
Nonostante la loro severità le leggi suntuarie si dimostrarono di scarsa efficacia e alla fine del Settecento erano quasi totalmente disattese. Nel 1789 in Francia, alla vigilia della rivoluzione, i borghesi si presentarono all'apertura degli Stati generali in abito nero e cravatta bianca, indumenti che erano stati loro imposti per umiliarli; a confronto l'aristocrazia era addobbata con estremo sfarzo. Il drammatico contrasto provocò invece l'effetto opposto, e i semplici abiti dei borghesi diventarono simbolo di pulizia morale e di nuovi ideali; l'iniqua proibizione inoltre causò l'attuazione, come primo provvedimento dell'Assemblea nazionale costituente, dell'abolizione - almeno per il vestiario - di ogni differenza di classe.

## Diffusione della moda
Fino all'invenzione dei primi giornali nel Seicento la moda si diffuse in modo lento, per poi accelerare il suo sviluppo. Prima e dopo quel secolo guerre, viaggi, matrimoni, lettere di signori e perfino spionaggio, furono i sistemi più usuali per conoscere nuove fogge. Tipico è l'esempio delle conquiste dell'impero romano che introdussero in Italia le braghe, le maniche, la pelliccia. In quanto allo spionaggio, ossia alla propagazione illecita di informazioni sui metodi di lavorazione originali, era proibito dalle corporazioni con pene severissime.
L'esplorazione dell'Oriente sui percorsi della Via della seta servì a fare conoscere motivi insoliti che furono in particolare usati per la realizzazione di tessuti in seta. Nel Trecento, draghi, grifoni, pappagalli e il Chi, ossia la nuvola stilizzata cinese, popolarono le decorazioni tessili delle stoffe lucchesi. I viaggi dei mercanti furono assai proficui per la conoscenza di nuove fogge. Nel Trittico Portinari di Hugo van der Goes del XV secolo, conservato alla Galleria degli Uffizi a Firenze, il banchiere Tommaso Portinari e la moglie sono rappresentati in vesti fiamminghe. In particolare la donna indossa lo hennin, fiabesco copricapo a cono completato da un lungo velo, assai di moda in Francia e nel Nord Europa, ma poco usato in Italia.
Sul finire del Quattrocento si ha notizia di una sorta di precursore delle moderne sfilate di moda, quando cioè nel 1495, ad Asti, la duchessa Beatrice d'Este indossò una ventina di vestiti su richiesta del re di Francia Carlo VIII, per permettergli di scegliere quello con cui avrebbe posato nel ritratto da spedire alla regina Anna di Bretagna, onde mostrarle la moda milanese.

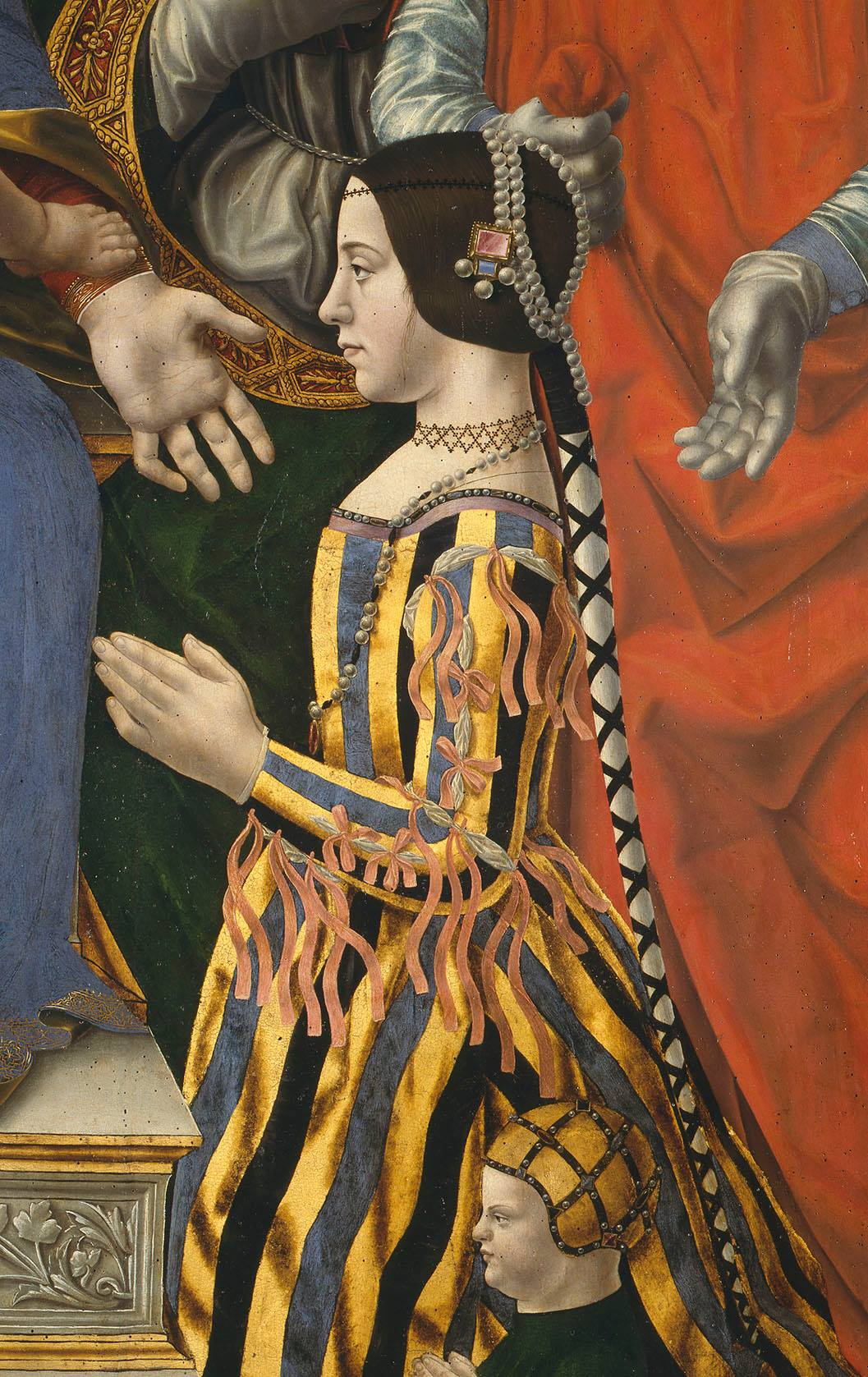
Moda milanese di fine Quattrocento: Beatrice d'Este nella Pala Sforzesca, 1494-1495.

Nel Cinquecento cominciarono a diffondersi le pupe, bambole di piccole dimensioni vestite all'ultima moda e curate nei minimi dettagli. Il re di Francia Francesco I fece scrivere a Isabella d'Este duchessa di Mantova e maestra di mode, una lettera per farsi inviare una pupa. Dal XVI secolo anche a Venezia veniva esposta alle Mercerie una bambola detta "piavola de Franza" che mostrava gli ultimi modelli, subito copiati. La bambola è stata resa famosa da Carlo Goldoni che nella sua commedia I Rusteghi cita un detto evidentemente diffuso a Venezia che paragona una signora elegante alla piavola de Franza. Il matrimonio di Caterina de' Medici con Enrico II, portò in Francia fogge e profumi italiani molto apprezzati all'estero. Intanto la stampa stava facendo progressi, passando dalla xilografia all'incisione su metallo.

Il pittore Cesare Vecellio ci ha lasciato un volume, datato alla fine del Cinquecento e intitolato De gli habiti antichi et moderni di diverse parti del mondo che ha avuto una fortuna enorme surclassando la sua fama di artista. Il testo, ricchissimo di incisioni e descrizioni, parla non solo delle mode venete, ma anche di quelle di altre regioni italiane, senza trascurare le mode estere, specie orientali. Anche le incisioni sul costume e i Libri di figurini per sarti, che mostravano gli abiti interi e i loro modelli, furono efficaci propagatori di fogge.

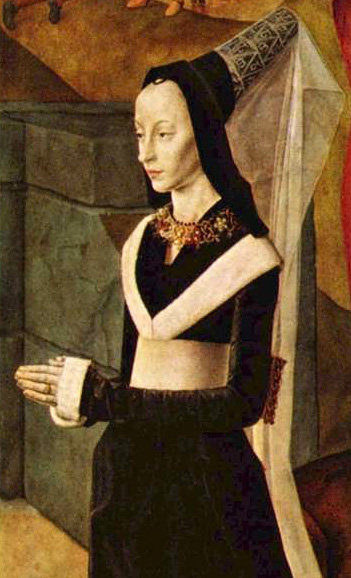
Hennin 1474-1476

Alla diffusione del fenomeno contribuisce la nascita del giornalismo di moda, che si sviluppa nella seconda metà del XVII secolo. Nel 1672 fu fondato in Francia il Mercure Galant, nato come bollettino letterario, giornale di pettegolezzi e di moda. Al Mercure Galant fecero seguito, specie nel Settecento, numerosi altri giornali, che solitamente copiavano senza riguardo i modelli francesi, che durante il secolo erano all'avanguardia in tutta Europa. Tipico caso italiano sono il Giornale delle Nuove mode di Francia e d'Inghilterra, e il Corriere delle Dame, che continuò la sua pubblicazione anche nell'Ottocento. Bisognerà attendere il secolo successivo, dopo l'abolizione di leggi, dazi, barriere doganali, perché la stampa di moda si diffonda liberamente in tutto il mondo.

## Storia della moda

### Periodo antico

#### La moda europea prima di Cristo
Nel bacino del Mediterraneo, popolazioni come etruschi, greci, romani si vestirono sostanzialmente con i medesimi capi, seppure con alcune varianti. Si indossava una veste che variava di lunghezza a seconda del genere - chiamata in Grecia chitone e a Roma tunica; nello specifico era una sorta di rettangolo senza maniche fermato sulle spalle da fibule e in vita da una cintura. In epoca arcaica le donne greche indossavano anche il peplo ripiegato nella parte alta creando una mantellina lunga fino alla vita. La varietà delle vesti era data non tanto dal taglio, ma dalla capacità di creare panneggi, sbuffi e piegoline. Per fare ciò veniva usata un'attrezzatura, conosciuta anche da altri popoli antichi, che serviva a mettere in forma l'abito. L'uso di una o più cinture, a volte disposte diagonalmente, aveva lo stesso scopo. Cultori della prestanza fisica e dello sport, i greci preferirono abiti che non costringevano il corpo e che permettevano scioltezza di movimento. Sopra la veste si portava un mantello più o meno lungo e pesante. I mantelli greci più usati furono la clamide corta e rettangolare, che per le sue dimensioni serviva per cavalcare, e l'himation, più grande e portato da entrambi i sessi, avvolto attorno al corpo in modo da lasciare la spalla destra scoperta.

### Grecia antica
L'abbigliamento dell'antica Grecia era generalmente di carattere molto semplice, spesso costituito da uno o più rettangoli di stoffa che potevano essere cuciti o, nel caso di un pezzo solo, drappeggiati attorno al corpo. La caratteristica principale del vestiario, sia nell'uomo che nella donna, era che l'abito seguiva le linee del corpo senza deformarlo, come invece avverrà secoli dopo in Europa con l'introduzione del corsetto. L'unico capo a fare parte unicamente del guardaroba femminile era il peplo, più usato nel periodo arcaico e sostituito dal chitone in età classica. Tale genere di costume rimase praticamente invariato nel corso dei secoli, durante i quali cambiarono soltanto i tessuti, i materiali utilizzati e il modo in cui essi venivano indossati.

### Gli Etruschi
Gli etruschi indossavano come mantello la tebenna, ovale da cui si pensi derivi la toga romana. Solitamente allacciata con una fibula su una spalla, nell'ultimo periodo fu avvolta trasversalmente attorno al corpo lasciando un braccio libero. In generale i vestiti etruschi erano caratterizzati da colori molto brillanti.

### Roma antica

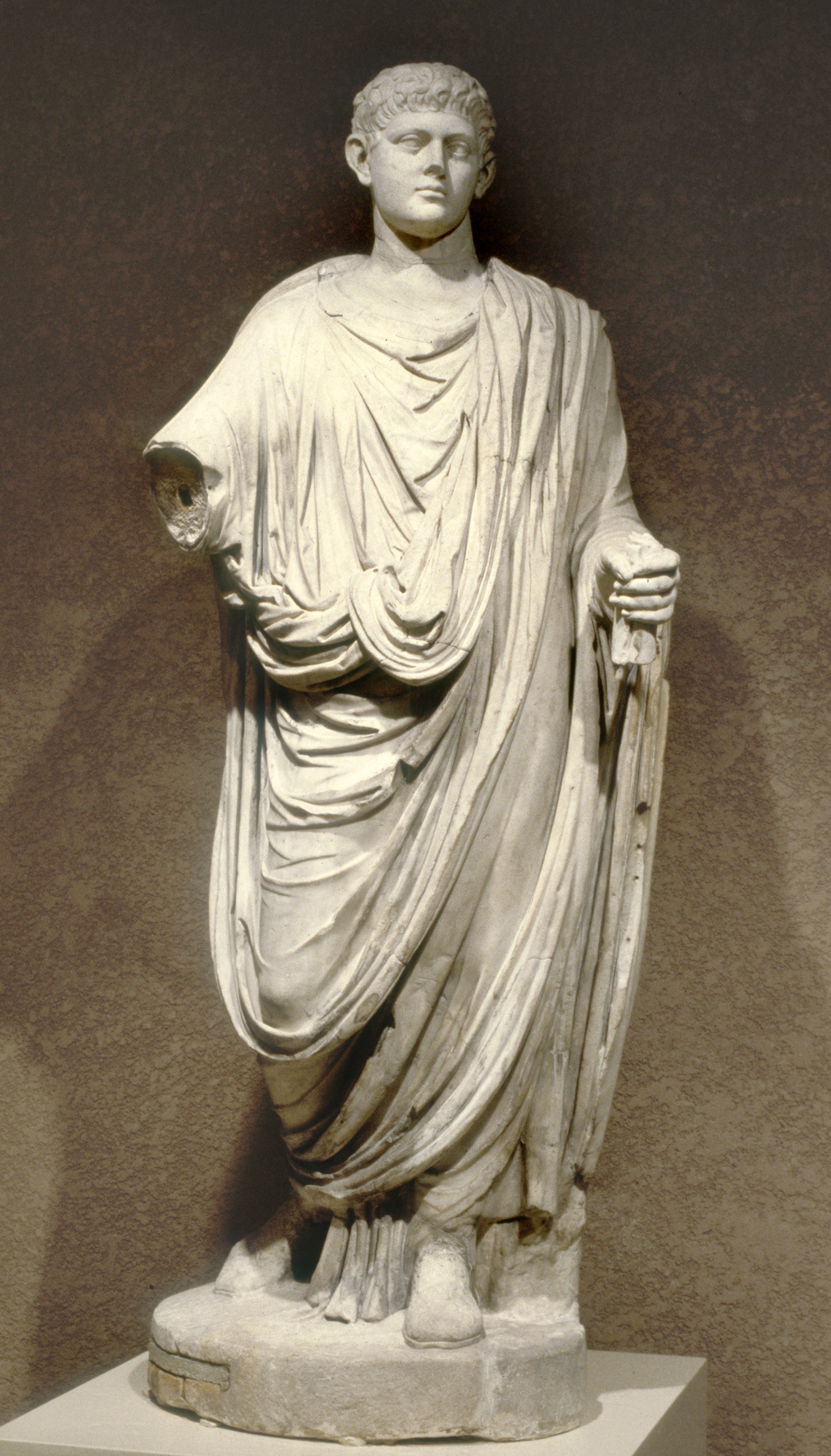
Toga di imperatore romano

Al tempo dei primi re i romani indossavano tuniche e ampi mantelli probabilmente di derivazione etrusca. Per quanto riguarda l'uomo, l'abito usato nel periodo repubblicano prima e imperiale poi, fu la toga, un enorme mantello ovale in lana o lino, avvolto attorno al corpo a formare fitte pieghe verticali che venivano usate anche come tasche. Questo mantello dava alla figura l'aspetto virile e statuario che si confaceva al cittadino della potente Roma, intendendo per questo non colui che vi abitava, ma chi aveva ricevuto la cittadinanza come titolo onorifico. La toga conobbe un'evoluzione stilistica dalla repubblica all'impero. Se ne usavano di vari tipi, da quelle senatoriali orlate da una fascia di porpora, a quelle candide indossate da chi concorreva una carica politica (da cui deriva la parola candidato) a quelle di colore scuro per chi era in lutto. Nell'ultimo periodo dell'impero la toga si era talmente appesantita di ricami e decorazioni da essere abbandonata in favore di mantelli più liberi e sciolti. Le conquiste in Europa e in Asia influenzarono notevolmente la moda romana: furono introdotte le braghe e le maniche di origine orientale. Nel tardo impero maniche strette furono applicate alla tunica, mentre la dalmatica, indumento proveniente probabilmente dalla Dalmazia, le ebbe piuttosto larghe.
La donna romana non aveva la libertà dell'uomo, tant'è che poteva uscire di casa solo accompagnata e ricoperta da un mantello portato anche sul capo. Le prime statue che la raffigurano ne esaltano la virtù della "pudicitia". La matrona indossava varie vesti sovrapposte: la tunica intima, la tunica, la stola, ossia una veste senza maniche fermata sulle spalle da fibule. Nel periodo dell'impero le acconciature femminili diventarono estremamente elaborate: le mode erano lanciate dalle mogli degli imperatori che si facevano raffigurare con l'acconciatura preferita che, ripetuta in copia nei busti marmorei, veniva imitata dalle altre. La matrona aveva una schiava appositamente incaricata l'ornatrix, che ogni mattina eseguiva ricci, corone, trecce. Dopo Nerone le acconciature diventarono torreggianti. Frequentissime erano le parrucche: le più ricercate erano quelle bionde, fatte con capelli di adolescenti germanici, mentre per quelle nere si utilizzavano i capelli delle donne orientali.

#### I bizantini

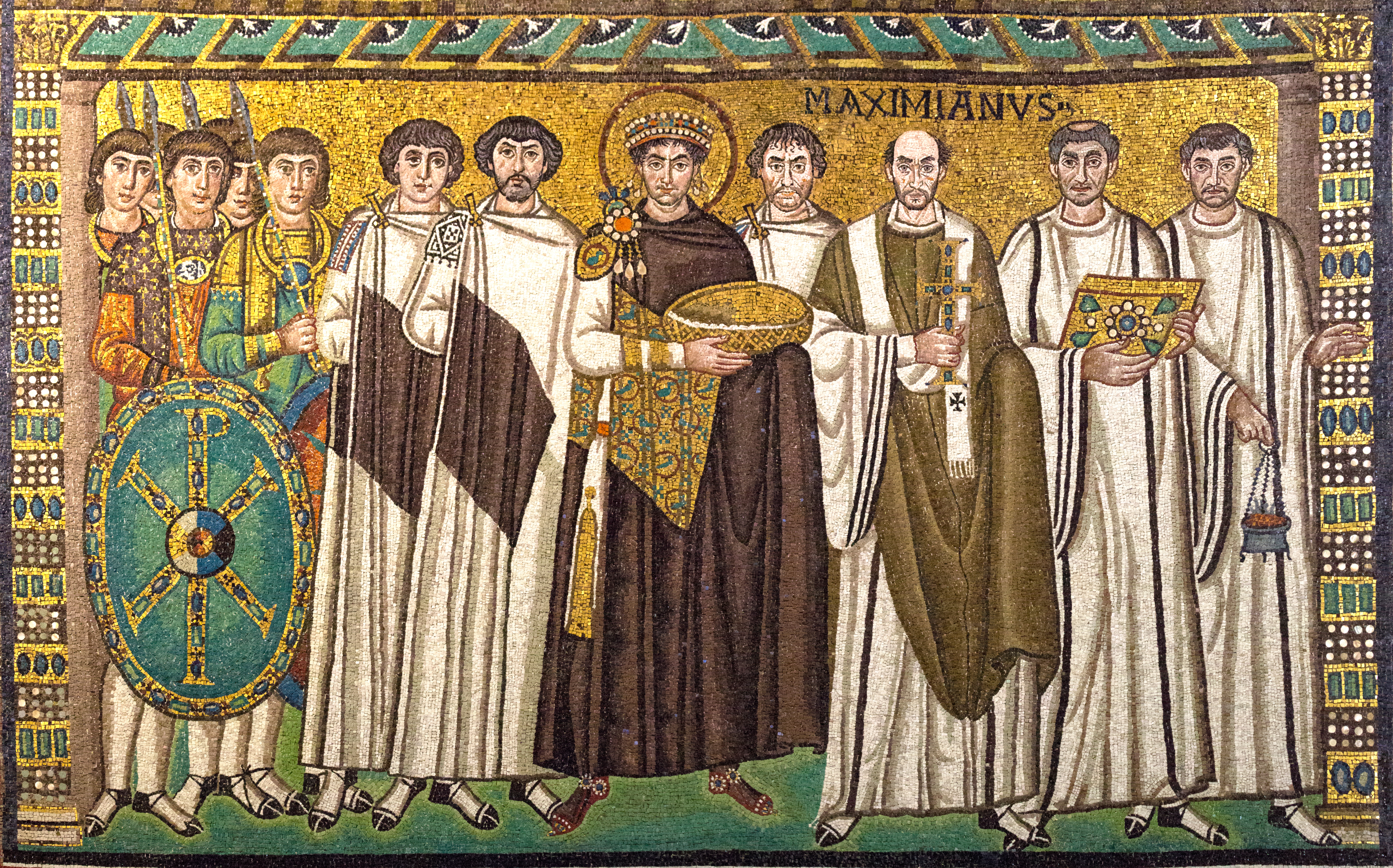
Il mosaico nella Basilica di San Vitale raffigurante Giustiniano e il suo seguito

La moda bizantina, chiaramente osservabile nei numerosi mosaici ravennati, in particolare in quelli dell'abside della Basilica di San Vitale, si diffuse in Europa soprattutto da quando l'imperatore Costantino, nel 330 d.C., trasferì la capitale da Roma a Bisanzio, ribattezzata poi Costantinopoli.
Importantissimo centro culturale, Costantinopoli diventò un punto di riferimento anche per l'abbigliamento, che si arricchì di influenze orientali. Di particolare rilievo fu l'introduzione della seta: bozzoli di bachi, secondo la leggenda narrata dallo storico Procopio, furono portati dalla Cina in Europa nel bastone cavo di due monaci. A Costantinopoli la produzione serica era severamente controllata da editti imperiali che ne limitavano l'uso ai ceti dominanti. Anche l'uso della porpora, colorante costosissimo ricavato da un mollusco, era riservato alla corte.

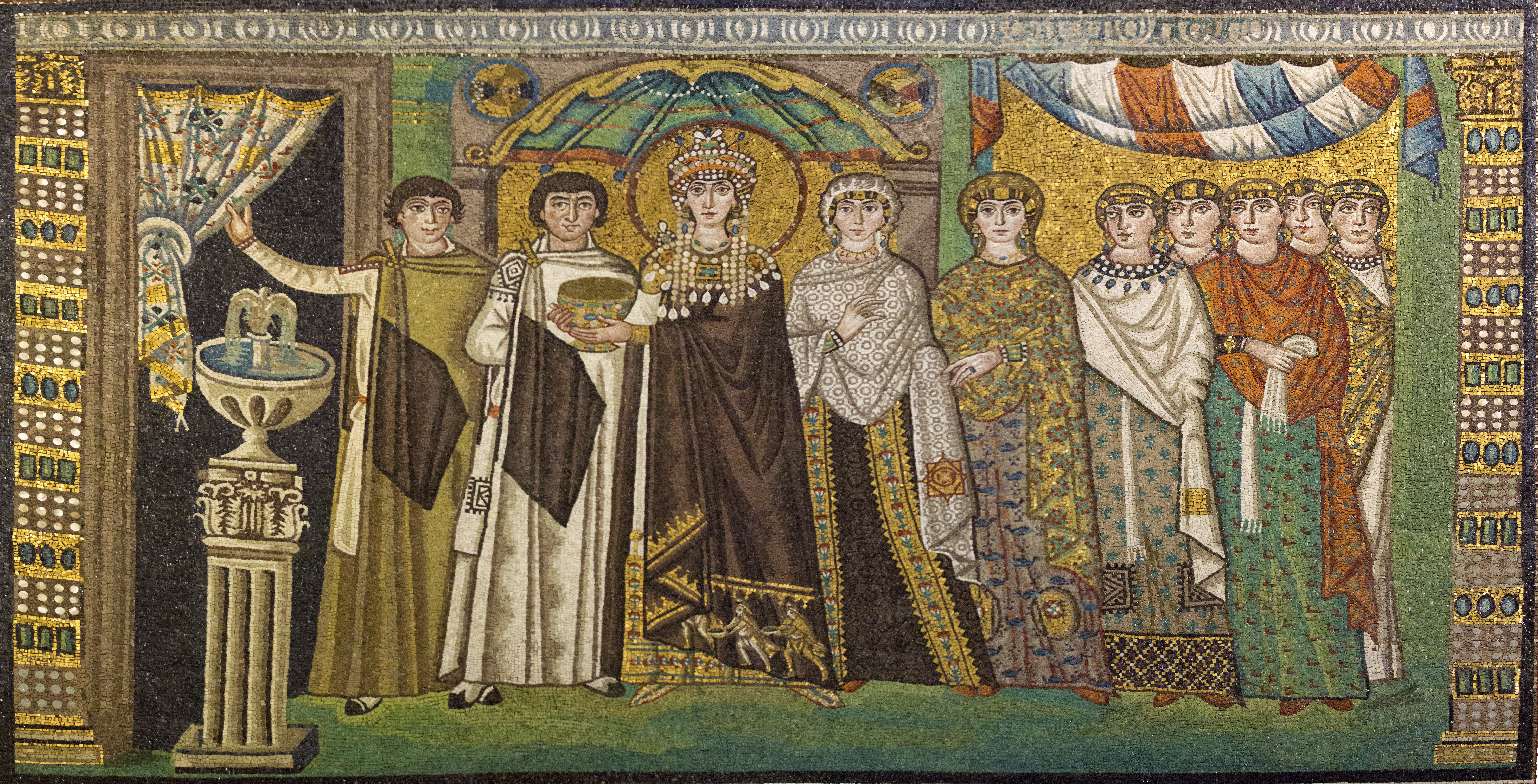
Teodora e le sue dame

In quanto alle forme degli abiti la moda non fu che un proseguimento della tarda romanità. Gli uomini usavano la tunica con le maniche, portata sopra un'altra tunica interiore, le braghe e la clamide. Quest'ultima, copiata dai romani alla moda greca, e notevolmente allungatasi, viene rappresentata con un inserto romboidale, il tablion, considerato un simbolo di potere e dignità. Nel mosaico in San Vitale l'imperatore Giustiniano ne porta una in porpora e panno aureo, mentre gli uomini del seguito hanno una clamide bianca con tablion purpureo.
Ricchissimo era anche l'abbigliamento femminile: nel mosaico citato, a fronte di Giustiniano, l'imperatrice Teodora indossa anch'essa tunica e clamide ricamata con i Magi in processione. Teodora si distingue per lo splendore dei suoi gioielli: un grande diadema con perle e gemme, lunghi orecchini e una mantellina anch'essa incastonata di pietre preziose. Le dame che l'affiancano indossano dalmatiche e mantelli più corti. La dalmatica era spesso ornata da strisce verticali; nei mosaici della Basilica di Sant'Apollinare Nuovo, questo indumento presenta solo per le donne l'orlo tagliato sbieco. Gli uomini invece indossano sulla tunica il pallio, mantello di origine greca.

### Periodo medievale

#### Dall'alto Medioevo fino al XII secolo

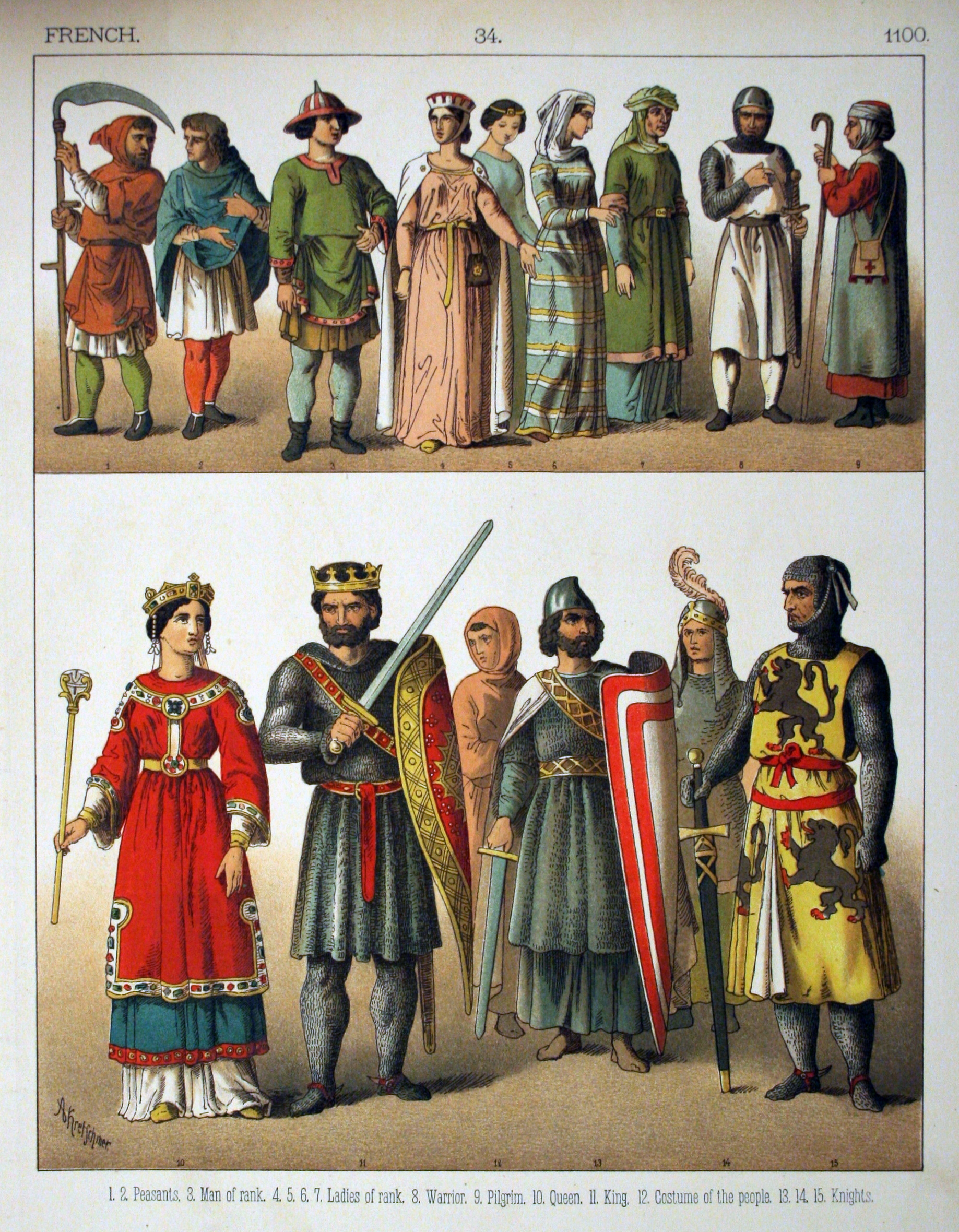
Costumi francesi del 1100.

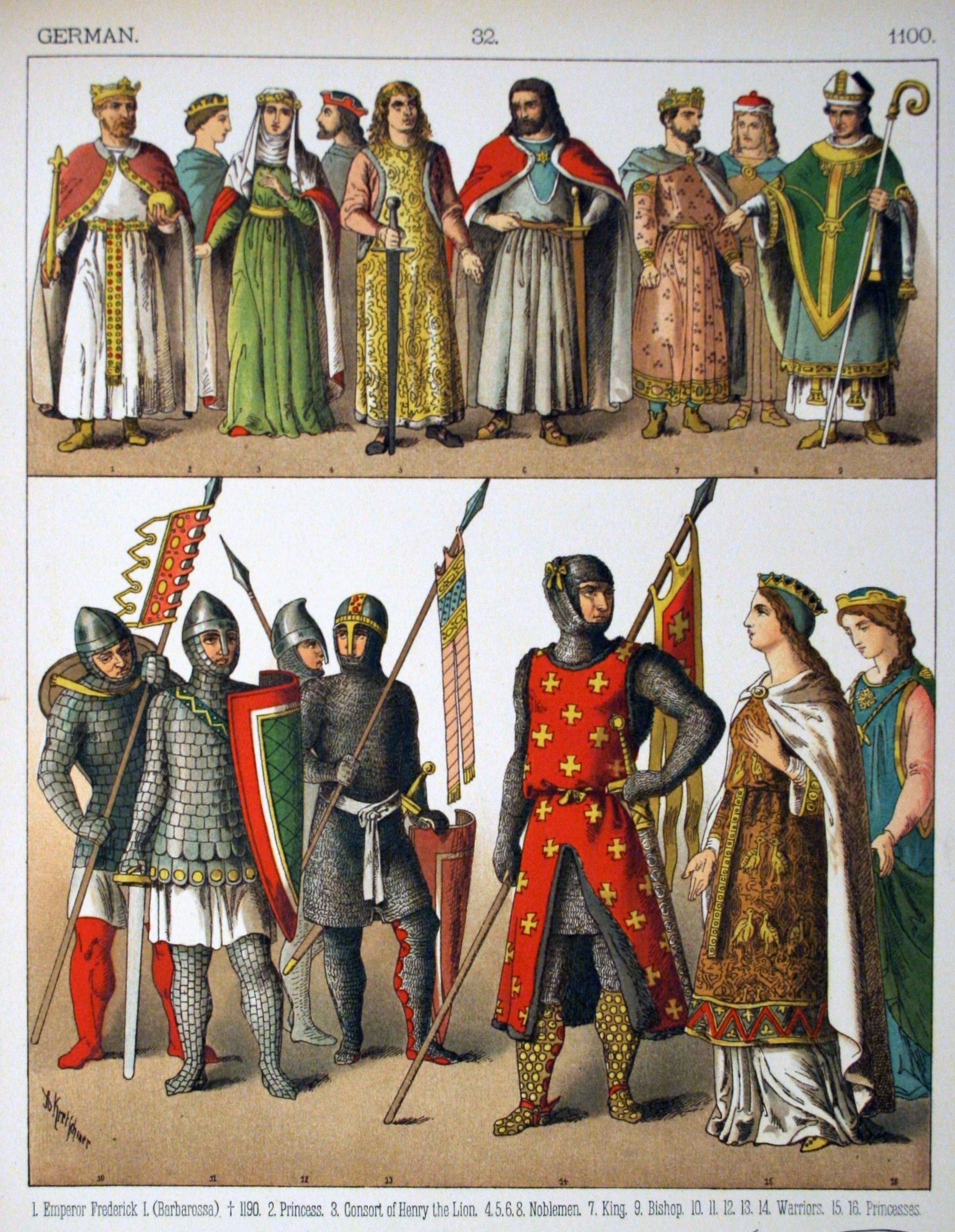
Costumi tedeschi del 1100.

Dopo la definitiva affermazione del Cristianesimo, proclamato religione di stato nel 381 d.C., non vi furono sostanziali mutamenti nella moda per parecchi secoli, e i canoni dell'abbigliamento rimasero fissati a quelli dell'epoca tardo romana. Una delle cause fu l'ondata di depressione economica che attraversò l'Europa fino al Mille.
Il senso del sacro, fortissimo nel periodo medievale, e la condanna della carne che ne derivava, mise in ombra l'essere umano come individuo naturale. Non a caso l'iconografia coeva rappresenta principalmente la vita di Cristo e dei Santi. La Chiesa raccomandava la massima modestia nel vestire; nei suoi scritti San Girolamo si scagliò contro gli eccessi femminili, mentre Tertulliano definì la donna "la porta del diavolo". Anche per quanto riguarda l'uomo si accese una lunga diatriba se doveva o no tagliarsi i peli (dono naturale del Signore) sul mento e sul capo. Forse anche per questi motivi per moltissimo tempo non si sentì la necessità di una netta distinzione vestiaria tra maschi e femmine.
Lo sviluppo delle città, iniziato già dal 1000, aveva portato al sorgere dei Comuni che lentamente ebbero il sopravvento sui feudi. I comuni cambiarono completamente il volto della società italiana, perché l'organizzazione della vita cittadina era basata sul lavoro e sulla mercatura, attività in mano alla borghesia.
Gli abiti erano così costituiti: sulla pelle nuda si portavano direttamente, anche se non sempre, la camicia, e a volte le mutande che i longobardi chiamavano femoralia. Vi si sovrapponevano poi due vesti, una tunica con maniche aderenti e una con maniche più larghe, che poteva anche essere sostituita da un mantello. Gli uomini continuarono a usare le braghe. Il clima gelido delle case dove non esisteva ancora il camino e mancavano le finestre a vetri, determinò la diffusione della pelliccia, elemento di lusso usato come fodera.
Abissale era la differenza degli indumenti dei ceti più bassi rispetto a quelli signorili. Mentre i poveri spesso non avevano né scarpe né un mantello per coprirsi, i signori indossavano abiti serici ricamati in oro e calzature purpuree. Non si trattava soltanto di un'esibizione di status: a quel tempo si riteneva che i re e gli imperatori fossero investiti direttamente dall'autorità divina; non a caso uno degli oggetti che veniva consegnato durante l'incoronazione era il globo aureo sovrastato dalla croce, simbolo di potenza benedetta dal cielo. Si forniscono due esempi di costume regale. Nella Vita Mathildis scritta e illustrata da Donizone, la contessa di Canossa in trono indossa una tunica, una sopravveste con grandi maniche a imbuto, un mantello, un velo e un alto copricapo a punta. Tuttavia il più raro e compiuto esempio di corredo, tuttora esistente e conservato al Kunsthistorische Museum di Vienna, è quello realizzato per Ruggero II di Sicilia nel 1133, come attestato dalla scritta in lettere arabe che circonda il bordo del mantello. Usate per incoronare gli imperatori, queste vesti sono costituite da due tuniche, una azzurra e l'altra bianca, da calze, guanti, cintura, e da uno splendido mantello di seta scarlatta ricamato in oro e perle con due leoni che abbattono due cammelli. Il simbolo rappresenta probabilmente la vittoria della fede cristiana su quella musulmana.

#### Il Duecento e il Trecento
Questo periodo è anche chiamato Gotico, appellativo che per gli uomini del Rinascimento significava barbarico in quanto le opere d'arte non seguivano le regole auree della prospettiva e la natura era rappresentata solo in forma molto stilizzata. Infatti la Chiesa, nonostante le crisi interne, aveva ancora una forte influenza sulla vita quotidiana, e l'uomo era visto esclusivamente come una creatura che dipendeva in tutto dalla potenza divina. I comuni prosperavano: nacquero le prime corporazioni, che imposero statuti con rigide regole. Le attività e i commerci più importanti in Italia si basavano sulla raffinazione dei tessuti, spesso provenienti dall'estero, sulla concia delle pelli e delle pellicce o sulla tessitura di drappi preziosi. A Firenze la potente Arte di Calimala, importava lana dall'Inghilterra e la rivendeva a prezzi altissimi. Lucca e Venezia furono al centro di una pregiata attività tessile e sartoriale. Le decorazioni erano spesso prese da fonti orientali, poiché il commercio si spingeva fino in India e in Cina, lungo la famosa via della seta, riportando in Europa nuovi stili e immagini.

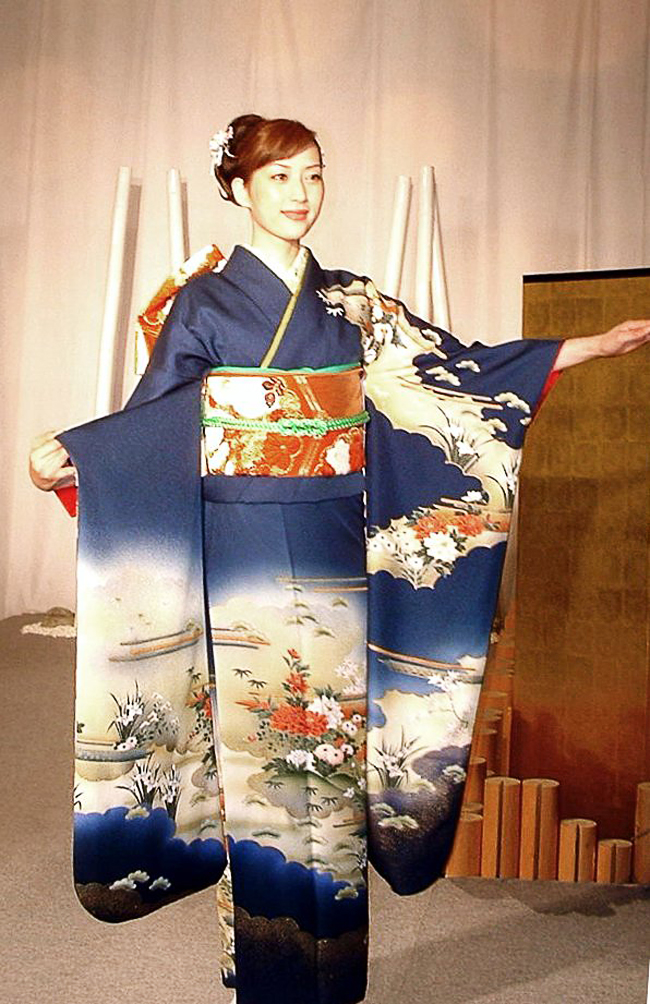
Furisode

Anche la lavorazione delle pellicce, usate come fodere e ormai entrate nell'uso comune, era soggetta a precisi regolamenti. La moda maschile e femminile pur conservando ancora una certa fissità nel Duecento, iniziò un processo di crescente restringimento degli abiti. Novità di questo secolo fu l'introduzione dei bottoni, che permettevano di fare aderire vesti e maniche al corpo. Il valore del vestito era ingenuamente determinato dalla quantità di stoffa che si indossava; nacquero così - nella moda femminile - i primi strascichi, che compensarono la perdita di tessuto sul busto. Lo strascico fu particolarmente avversato dalle leggi suntuarie e dalla Chiesa, tant'è che proprio in questo periodo il cardinale Malebranca, legato pontificio a Bologna, proibì alla donne di portarlo, colpendo le disubbidienti con la mancata assoluzione in confessionale, pena gravissima per quei tempi. Il sensibile allungamento che la moda dava al corpo umano è stato da alcuni paragonato al verticalismo delle chiese gotiche. La roba, come era chiamato l'insieme degli abiti, si componeva di una camicia, di una veste, sopravvesti con o senza maniche, e mantelli. Per l'uomo erano sempre d'obbligo le braghe. Un nuovo indumento maschile di origine militare fu invece il farsetto, un corto giubbotto portato direttamente sulla camicia. Sul capo si indossavano una cuffietta bianca e un mantello a cappuccio per l'uomo e un velo per la donna, a cui la Chiesa imponeva di nascondere i capelli.
Alla fine del secolo furono inventati gli occhiali, probabile opera di un modesto vetraio veneziano. Il primo documento figurativo risale tuttavia alla metà del secolo successivo: a Treviso, nella sala capitolare di San Nicolò, Tommaso da Modena ci ha lasciato un affresco con il cardinale Hughes de Saint-Cher munito di questo importante accessorio.
Dal Trecento in poi si verificò una vera e propria rivoluzione vestiaria: per la prima volta dopo secoli gli abiti maschili si differenziarono nettamente da quelli femminili: la donna continuava a portare vesti attillate ma rese sempre più lunghe dallo strascico, mentre verso la fine del secolo grande scandalo suscitò l'introduzione della scollatura, stigmatizzata anche da Dante. L'uomo indossò abiti cortissimi che mostravano completamente le gambe. Anche le braghe si restrinsero diventando vere e proprie calze terminanti in una lunga punta, allacciate al farsetto e munite di una suola che permetteva di escludere le calzature. Per la prima volta nella storia della moda maschile si evidenziò una distinzione tra la parte soprastante e quella sottostante dell'abito, che nei secoli avrebbe portato alla formazione di giacca e pantaloni. I vestiti erano spesso divisi verticalmente in due colori; a questi ultimi si attribuiva spesso una simbologia politica di appartenenza a fazioni o a corti signorili. Nel Trecento le decorazioni aumentarono ed erano concentrate soprattutto sulle maniche dove venivano ricamati stemmi araldici delle famiglie più in vista. Le affrappature erano orli tagliati in forma di foglia che decoravano la sopravveste. Sul capo, oltre alla cuffia, si indossava il berretto arrotolato come un turbante. Le case poco riscaldate e dalle finestre non sempre chiuse da vetri (costosissimi a quei tempi) obbligavano la gente a un uso massiccio del soprabito: tra i più diffusi erano la pellanda e la giornea, la prima ornata da lunghissime maniche, la seconda munita di due aperture laterali per passarvi le braccia.

#### Il XV secolo
Questo e il periodo successivo sono stati denominati Rinascimento, perché l'arte si era liberata dalle pastoie del periodo Gotico. La rinascita dell'Umanesimo, la scoperta dei classici greci e latini, e lo studio appassionato che fecero delle rovine romane gli artisti del periodo, portarono a una riscoperta della centralità dell'uomo rispetto all'Universo. Per la prima volta si riaffrontò lo studio delle proporzioni, aiutato dalle prime dissezioni anatomiche, proibite peraltro dalla Chiesa. Uno dei primi disegni che rappresenta le proporzioni perfette del corpo umano è l'uomo vitruviano di Leonardo da Vinci in cui la figura è iscritta in un quadrato e in un cerchio, le due principali forme geometriche più vicine alla perfezione.
La moda del periodo era dettata dalle corti signorili come i Medici a Firenze, i Montefeltro a Urbino, gli Sforza a Milano. Le corti avevano spesso la tendenza a sottolineare il lignaggio con colori propri o con scritte, dette Imprese, in cui erano indicati sentimenti o azioni da intraprendere. Gli stessi colori erano estesi alla servitù, e si andarono creando le prime livree. Dal Quattrocento fino alla prima metà del Cinquecento, uomini e donne indossarono abiti che ne sottolinearono le forme senza alterarle. All'inizio del Quattrocento tuttavia il vestito femminile, ancora influenzato dallo stile gotico, ebbe lunghi strascichi e maniche pendenti. Con l'inoltrarsi del secolo lo strascico sparì, ma vi furono altre novità: per la prima volta la gonna fu staccata dal corpetto, dispiegandosi con leggere arricciature. Le maniche inoltre erano dotate di lunghi intagli da cui usciva a sbuffi la candida camicia. L'uso di laccetti permetteva la possibilità di cambiare maniche sul medesimo vestito, custodendole in un forziere. Le maniche signorili erano infatti impreziosite da gemme e puntali in oro, e si trattavano con la cura di veri e propri gioielli.
In questo contesto spetta a Beatrice d'Este, inventrice di nuovi vestiti, il merito della diffusione della moda spagnola nel Settentrione d'Italia, con qualche innovazione: scarpe dette pianelle, abiti a liste verticali, sbernie, manicotti, l'acconciatura detta a coazzone e scollature quadrate molto profonde in sostituzione degli abiti accollatissimi della generazione precedente, nonché, presumibilmente, anche la fantasia "del passo cum li vincij", ideato per lei da Niccolò da Correggio sul modello dei nodi vinciani di Leonardo da Vinci, che ebbe molta fortuna nei decenni a venire.
Gli uomini invece continuarono a mostrare le gambe e indossarono abiti che ne rigonfiavano il torace. Per questi ultimi il farsetto, un tempo considerato indumento intimo, fu accorciato e messo apertamente in mostra, assieme a calzebraghe aderentissime che fasciavano i glutei. L'esibizione del corpo maschile era ormai completa, e per coprire gli organi genitali fu inventata la braghetta, una sorta di pezza di tessuto, che veniva usato anche come tasca. Questo tipo di moda era seguita soprattutto dai giovani, mentre le persone che avevano una carica pubblica o una specifica professione, come i medici e gli insegnanti, continuarono a portare abiti larghi e lunghi.

### Periodo moderno

#### Il XVI secolo
Durante il XVI secolo le vicissitudini della vita politica italiana, contesa tra Francia e Spagna, e la caduta della penisola sotto l'influenza spagnola, finirono per influenzare la moda che si può suddividere in due momenti, con fogge completamente diverse. Nella prima metà l'influsso Rinascimentale propose ancora il trionfo del corpo: le vesti cominciarono ad allargarsi. Non fu più di moda il tipo gotico longilineo, ma la donna rotonda come le Veneri di Tiziano. Venezia fu in particolare la città italiana dove il costume femminile si espresse con maggior libertà: scollature profonde ed elementi tratti dall'abbigliamento orientale, come i primi orecchini che, come riferisce un cronista scandalizzato foravano le orecchie "a guisa di mora". Alcune stranezze del vestiario femminile colpirono i contemporanei: per esempio l'uso di portare sotto la gonna, braghe rigonfie lunghe fino al ginocchio, moda probabilmente importata da Lucrezia Borgia. Le veneziane si tingevano anche i capelli di rosso tiziano. In Francia tra le nobildonne si diffuse l'uso del french hood, copricapo di forma rotonda tipico dell'epoca che veniva indossato sopra una cuffietta di lino o seta, in seguito introdotto anche in Inghilterra probabilmente da Anna Bolena: precedentemente da quelle parti si era sempre usato il gable hood o English hood, che si distingueva dal french per la sua forma triangolare; tuttavia, la moda del gable hood venne rilanciata quando salì al trono Jane Seymour per poi scomparire alla sua morte. L'uomo cercò di accentuare la sua virilità: muscoloso, con spalle larghe e barba folta, metteva in mostra anche i suoi attributi sessuali, indossando la braghetta una sorta di rigonfiamento sull'inguine chiaramente fallico. Si continuarono a usare più abiti sovrapposti, spesso con maniche tagliate da cui uscivano gli sbuffi della camicia; la pelliccia fu più evidente nei grandi colli a scialle dei soprabiti. La più pregiata era la lince, detta "lupo cerviero".
Dalla seconda metà del Cinquecento mentre nel resto d'Europa si erano già formati gli Stati nazionali, l'Italia fu divisa in principati, alcuni retti direttamente da dinastie non italiane. Da questo momento in poi iniziò un processo di maggior irrigidimento dei costumi, forse a causa dell'influenza della moda Spagnola, e dell'intervento morale della Controriforma. Gli abiti tornarono a chiudersi sul busto, scomparvero le scollature che alla fine del secolo furono sostituite da un abito a collo alto e dalla gorgiera, un rigido collo di pizzo inamidato. Fecero anche la loro comparsa i primi busti, in metallo, con la punta che si spingeva verso il ventre. Le gonne si disposero in una rigida campana grazie all'introduzione delle prime sottogonne imbottite. Anche gli uomini cambiarono stile, chiudendo come le donne il collo del busto, ma continuando a mostrare le gambe, a cui si sovrapponevano nella parte superiore bragoni rigonfi e tagliati verticalmente, di forma ovoidale. Le gambe muscolose furono una vera e propria esibizione di vanità: sappiamo che Enrico VIII d'Inghilterra andava fiero delle sue. Altri cronisti, scandalizzati, riferiscono che alcuni uomini con le gambe smilze si imbottivano i polpacci. Il colore nero, di derivazione spagnola, era preferito agli altri. La rigidezza degli abiti, che trasformava la figura in forme geometriche e impediva movimenti sciolti, dava al corpo una forma ieratica che sottolineava la superiorità morale dell'aristocrazia rispetto alla volgarità della plebe. Si andava delineando con molta forza il vestito delle classi alte, che trovò un parallelo anche nell'arte, dove il popolo era dipinto in forma grottesca e caricaturale.

#### Il XVII secolo
Occupata prima dalla Francia, poi dalla Spagna, l'Italia iniziò un periodo di decadenza che si rifletté anche sulla moda. Infatti le nazioni vincenti imposero forme e colori, e il baricentro dell'eleganza si spostò soprattutto a nord. Da questo periodo fino a quasi i giorni nostri la Francia fu il paese da cui tutta l'Europa, e in particolare la nobiltà, copiò gli abiti. Il centro di maggiore irradiazione diventò la corte del re. Si apriva il periodo denominato Barocco e caratterizzato da un'esuberanza di forme e da un accostamento, spesso eccentrico, di materiali. La Spagna ebbe minor influenza, se non per l'uso del colore nero, copiato soprattutto in Italia.
Questo periodo fu detto Barocco, (termine incerto che indica stravagante o bizzarro) con cui definiamo solitamente il XVII secolo. Caratteri principali dell'arte barocca furono la sovrabbondanza di decorazioni, di marmi, di stucchi; si voleva che di fronte a un quadro o a un edificio lo spettatore rimanesse stupito e meravigliato; si voleva stimolarne l'immaginazione, con un forte senso di teatralità. Anche il vestito fu caricato fino all'inverosimile, perdendo del tutto il senso di essenzialità che era stato caratteristico del primo Rinascimento.
Nei primi anni del secolo la moda femminile fu caratterizzata dai rigidi busti a punta, dalla gonna a campana, dal collo a gorgiera, detto anche "ruota di mulino" o "lattuga". Gioielli erano sparsi su tutto l'abito. Successivamente, per influenza francese, le vesti tornarono ad aprirsi sul davanti, arricciandosi lateralmente con scollature a barchetta sottolineate da grandi collari di pizzo. Verso la fine del secolo la donna indossò una veste aperta davanti e sovrapposta a una gonna, che aveva lo strascico arricciato nella parte posteriore. Si introdusse la moda delle cuffie, dette alla Fontange, nate per caso dalla omonima favorita del re Sole che, durante la caccia, si spettinò i capelli e, audacemente, si sollevò la gonna e con le giarrettiere creò questa nuova acconciatura. Spopolarono anche i falsi nei in seta (conosciuti già all'epoca dei Romani) che avevano un significato galante a seconda della posizione in cui venivano incollati. Anche il costume maschile, rigido all'inizio, diventò più sciolto.
La guerra dei Trent'anni tra Francia, Spagna e Inghilterra modificò il comportamento maschile, che doveva sembrare maestoso con le spalle tirate indietro, con la mano perennemente appoggiata sul fianco, le gambe ben piantate, il viso con il mento rialzato: un maschio atto alle armi, che incuteva paura. Caratteristico il costume quasi militaresco, con l'uso perenne degli stivali in cuoio, lo spadone e marziali baffi alla moschettiera, mentre la scia dei bravi che seguivano il signore non faceva che instillare timore e rispetto.

#### L'influenza del Re Sole sulla moda

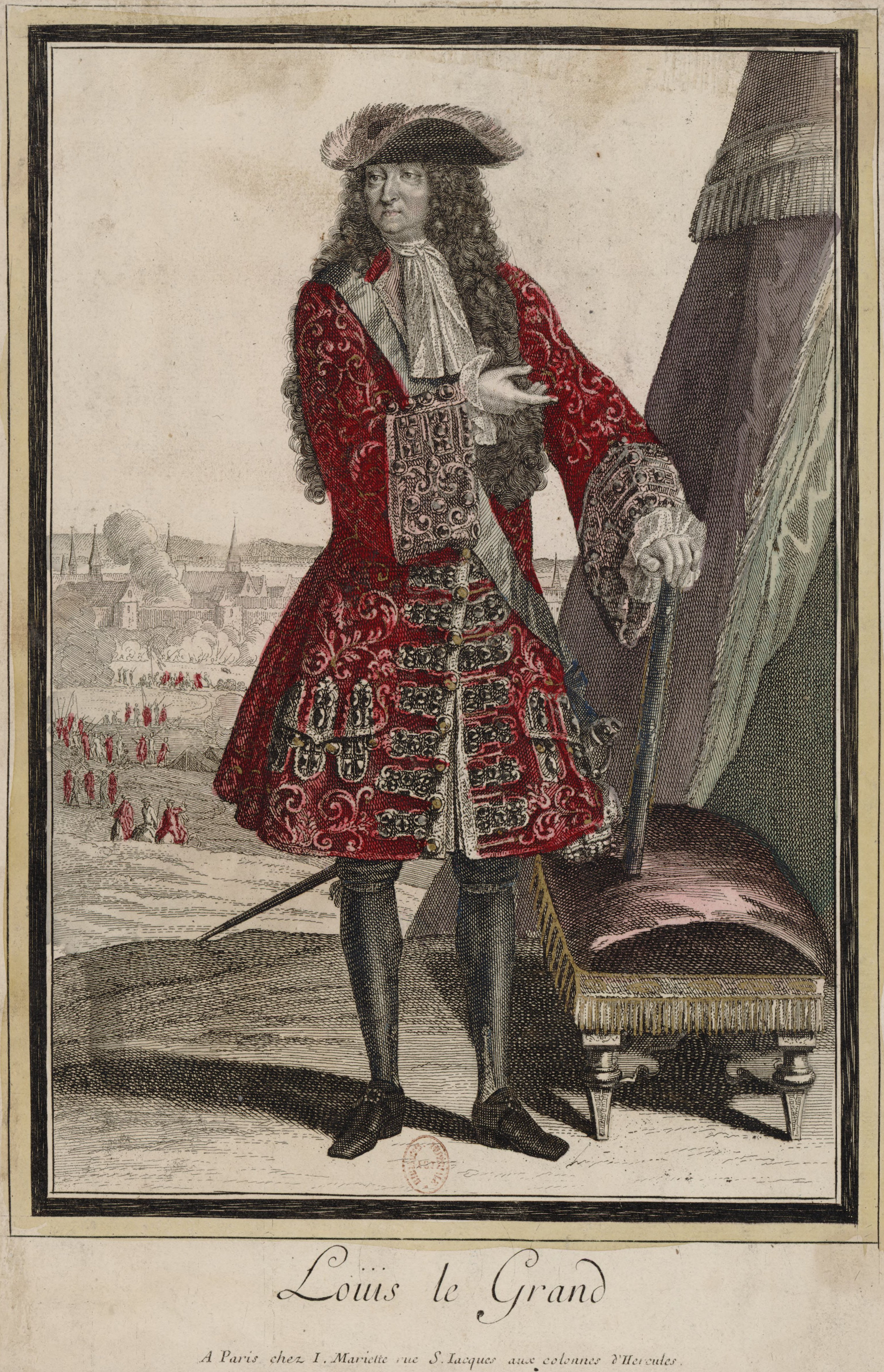
Ritratto del Re Sole in una stampa del XVII secolo

Il peso più importante sulla moda lo ebbe Luigi XIV di Francia, detto il re Sole. Luigi infatti obbligò la nobiltà francese a trasferirsi a Versailles, memore dei problemi che i suoi antenati avevano avuto con i feudatari ai tempi della Fronda. La vita della reggia ruotava attorno a lui, che comandava la sua corte in modo assoluto, imponendo comportamenti e stili vestiari. Precise regole obbligarono i cortigiani a indossare determinati capi d'abbigliamento. L'estetica maschile abbandonò i segni della forza. Il nuovo tipo di cortigiano fu chiamato homme de qualité, e aveva alcune precise prerogative come l'essere ricco, alla moda, e ricevuto in società, escludendo a priori la classe borghese.
Tra il 1655 e il 1675 si impose il periodo più ricco e stravagante della moda francese, che perse la sua severità e si caricò di ornamenti frivoli. Particolarmente curiosi furono i calzoni alla Rhingrave, presentati a corte dal Rhein Graf (conte del Reno) e costituiti da una gonna pantalone molto larga e ornata di nastri e fiocchi laterali. Sopra al busto si indossava un bolero da cui fuoriusciva fluente la camicia. Aboliti gli stivali, tornarono le calze e le scarpe con il tacco, che era rosso solo per il re e la nobiltà. Sotto il suo regno il Re regolava l'abito secondo le stagioni, le circostanze, il rango. Indicava la lunghezza dei galloni e perfino il materiale dei bottoni. Il re proibì l'uso delle casacche ornate d'oro e d'argento che concesse solo agli uomini più meritevoli della sua corte. Nacquero così i justaucorps à brévet, ossia casacche azzurre foderate in rosso e portate solo dalla sua scorta privata.
Una novità assoluta fu l'introduzione della veste a tre capi: marsina (una giacca al polpaccio), sottomarsina, un lungo gilè, e braghe corte al ginocchio. Questo insieme, detto Habit à la française, fu copiato in tutta Europa. Altra novità fu l'uso della parrucca maschile, un torrione di riccioli che arrivava a mezzo busto e ingrandiva e stilizzava l'aspetto di chi la portava. La parrucca più costosa era di capelli veri, mentre chi non se la poteva permettere se la faceva fare in crine o lana.
Infine al Seicento si deve l'invenzione della cravatta, all'inizio una lunga striscia di mussola ornata di pizzo che veniva avvolta negligentemente attorno al collo. Questo tipo di nodo provvisorio fu imitato dopo la battaglia di Steinkerque, quando gli ufficiali dovettero accorrere in fretta e furia sul campo, annodandosi malamente la cravatta. Il merletto, inventato a Venezia un secolo prima, e rigidamente protetto dalle leggi della Repubblica, fu introdotto con uno stratagemma in Francia e adottato da uomini e donne.

#### Il XVIII secolo

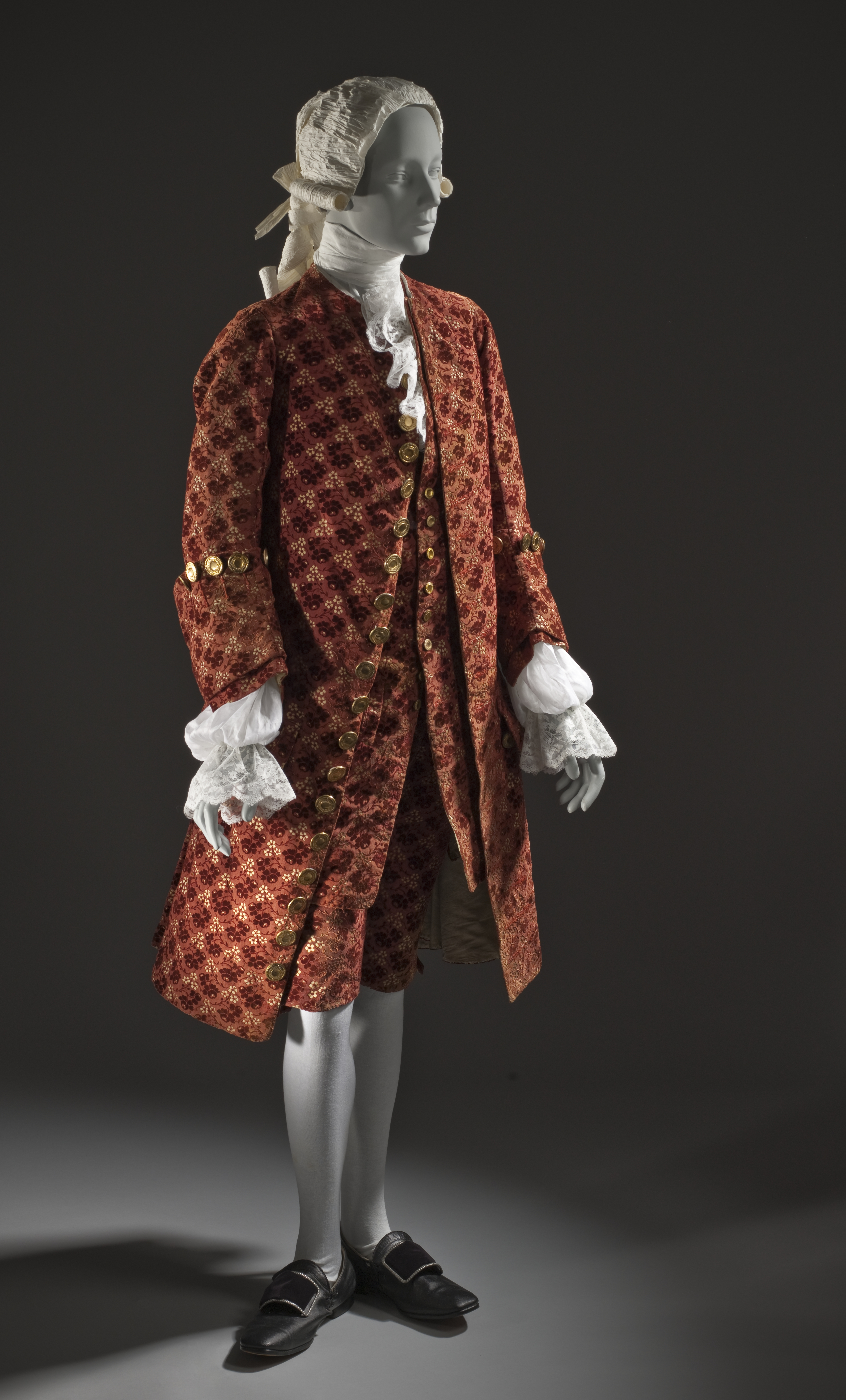
Abito maschile in 3 pezzi "Habit à la française" 1755

Denominato anche barocchetto o rococò, dal nome di decorazioni a pietruzze e conchiglie allora di moda, il secolo seguitò, almeno fino alla Rivoluzione francese, a essere influenzato dalla moda aristocratica della corte di Francia. In Italia l'imitazione fu spinta al punto che anche parrucchieri e cuochi dovevano avere un nome o una provenienza d'oltralpe. Verso la fine del secolo, grazie alla potenza economica derivata dal colonialismo e dalla Rivoluzione industriale, l'Inghilterra diventò importantissima per la diffusione delle mode, soprattutto maschili. Per tutto il secolo successivo e parte del Novecento gli uomini eleganti si fecero fare vestiti e accessori direttamente a Londra.
Fino alla Rivoluzione francese la moda femminile fu caratterizzata da colori chiari, fiorellini intessuti e merletti. Una nota di sensuale civetteria si insinuò nel costume: scollature profonde, falsi nei maliziosamente appoggiati sul seno, avambracci scoperti. Tuttavia la figura era rigidamente ingabbiata dal busto e dal panier, una sottogonna in stecche di balena che dava all'abito una forma piatta e ovoidale.

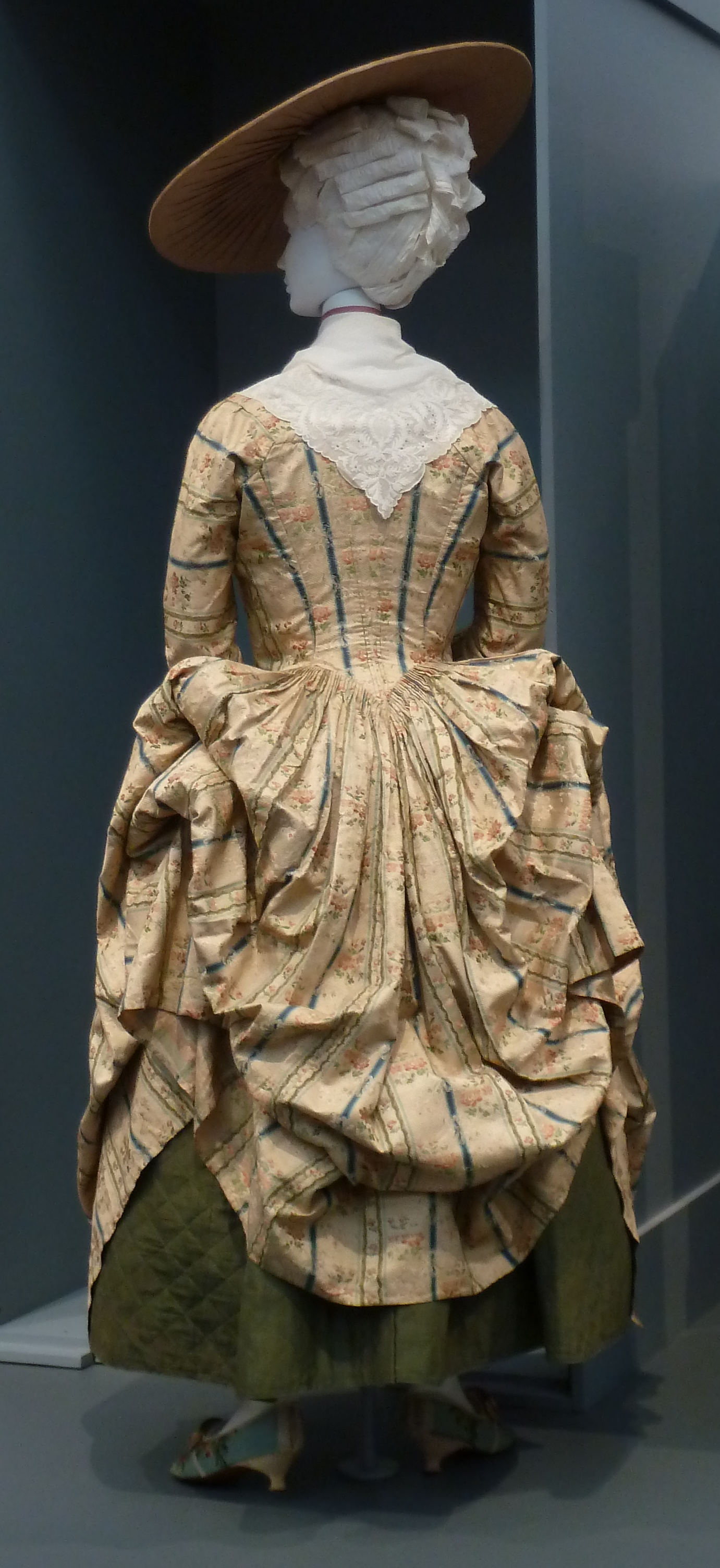
polonaise

 Il panier era talmente largo che le signore avevano difficoltà a passare per le porte e potevano sedere su un unico divano. L'abito più diffuso fino al 1770 fu l'andrienne, detto anche robe à la française, che aveva sul retro un lungo manto a strascico che comportava l'uso di metri di tessuto. Questa moda derivava dal teatro, dove un'attrice si presentò sulla scena della commedia Andria vestita con un grande abito a campana.

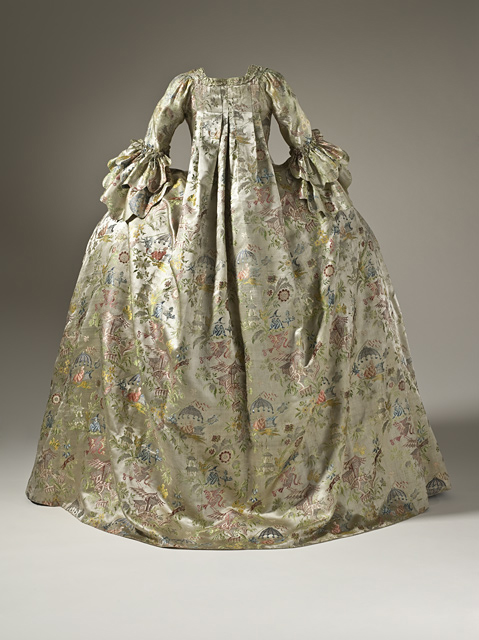
"Robe à la française" 1740-1760 con la piega Watteau sul retro

Dopo il 1770 la linea della veste diventò rotondeggiante e si accorciò fino a mostrare la caviglia. Comparvero sopravvesti arricciate sul retro e aperte davanti, dette polonaise, e giacchette corte e strette, antenate del moderno tailleur. Intanto Maria Antonietta si era fatta costruire a Versailles un villaggio rustico, le Hameau de la Reine, dove, vestita con abiti di mussola dai colori pastello, cappelli di paglia e con un fazzoletto di pizzo bianco al collo, il fisciù, coltivava ortaggi e allevava animali.
Con la scoperta delle rovine di Pompei rinacque l'arte greco-romana. Il gusto neoclassico che si faceva avanti portò una ventata di semplicità, e le donne indossarono la robe en chemise, una veste lunga, soffice e spesso candida. Per l'uomo continuò l'uso dell'abit à la française, ma con colori chiari e decorazioni ricamate. La giacca superiore, detta marsina, era decorata da file di bottoni e, fino alla prima metà del secolo, ebbe falde molto svasate grazie a imbottiture cartonate nascoste. La marsina si evolse e diventò una veste lunga e stretta, mentre la sottomarsina si accorciò trasformandosi nel gilet. Comparve anche un piccolo collo montante. Dopo il 1770 cominciarono a insinuarsi, soprattutto nell'abbigliamento maschile, mode che venivano dall'Inghilterra. Questa nazione, grazie alla Rivoluzione industriale e alla ricchezza dei suoi commerci coloniali, si impose come modello per tutta l'Europa e i semplici abiti dei gentiluomini inglesi entrarono definitivamente nella storia della moda. In particolare il frac, e la redingote il cui nome deriva dall'inglese riding coat, e che indicava una veste aperta dietro per potere cavalcare comodamente.
Nel 1748 il conte milanese Giorgio Giulini e la stilista sarda Francesca Sanna Sulis organizzarono la prima sfilata di moda al mondo, avvenuta al Circolo dei nobili di Milano, poco lontano dal Castello Sforzesco.
Caratteristica del secolo è anche la parrucca usata dai due sessi e abbondantemente incipriata dopo essere stata impomatata con creme fissanti. La regina di Francia Maria Antonietta si fece fare dal suo parrucchiere Leonard acconciature monumentali, sormontate da gabbie per uccelli, fiori, gemme, fiocchi, pizzi e perfino velieri e carrozze. Anche il trucco fu diffuso tra uomini e donne: in generale la figura maschile si fece più leziosa e meno marziale che nel Seicento. Con la Rivoluzione francese una violenta reazione popolare investì anche la moda aristocratica: cominciarono a scomparire tessuti pregiati, trucchi, panier e merletti. Si abbandonò la seta per la mussola di cotone. Come materiale principale per creare gioielli fu usato il ferro al posto di oro e diamanti. Le signore iniziarono a portare attorno al collo un nastro rosso, detto alla ghigliottina perché voleva imitare il segno della testa staccata dal busto. Fu perfino inventato il taglio di capelli à la victime, che ricordava la tosatura imposta alle condannate. Comparvero coccarde tricolori per indicare l'appartenenza rivoluzionaria.

### Periodo contemporaneo

#### Il XIX secolo
La moda ottocentesca è espressione del ceto borghese, che dopo la rivoluzione francese conquista il potere politico ed economico in Europa, imponendo i suoi ideali e il suo stile.

È soprattutto l'abbigliamento maschile che registra un significativo e radicale mutamento. Un look austero e rigoroso, con tagli semplificati, tessuti di panno robusto, e decorazioni ridotte al minimo, sostituì il frivolo costume barocco; in tal modo vennero evidenziati la serietà del mondo del lavoro, la praticità, la prudenza, il risparmio, l'ordine. Il nuovo abito maschile ha una patria: l'Inghilterra, che propose un'eleganza più pratica e civile, influenzata dai modi informali, dalla passione per lo sport e la vita all'aria aperta del gentiluomo inglese. Due furono i vestiti informali introdotti: il frac, adottato per andare a caccia e per la vita in campagna, con falde molto arretrate e colletto alto. In seguito diventò l'uniforme del vero gentleman e fu portato di giorno ma soprattutto di sera, per le occasioni eleganti. La redingote era all'inizio una giacca da equitazione, una lunga giubba a due falde e aperta sul dietro che permetteva di stare comodamente in sella.

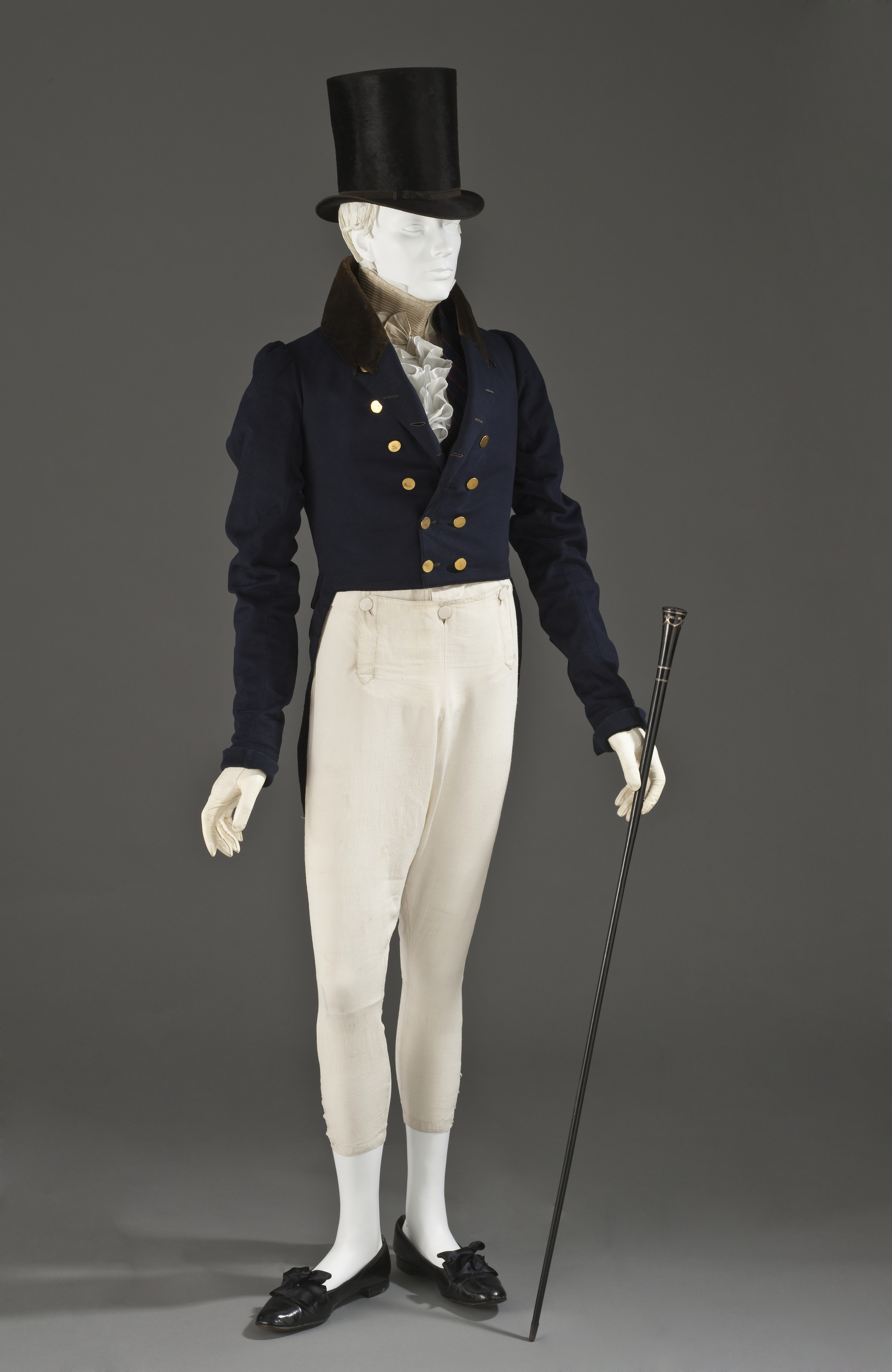
Abito da uomo 1825-1830

Abbandonata la destinazione sportiva si trasformò in abito da città e da lavoro fino a prendere il significativo nome, dopo la metà del secolo, di finanziera, proprio perché portata dal ceto borghese che si occupava di politica, affari e finanza. Antesignani del nuovo corso che puntava, per identificare il vero gentiluomo, sulla tendenza alla semplificazione e sullo stile furono in Inghilterra i dandy: il più famoso tra loro fu Lord Brummell, che impose il suo modo di vestirsi in tutta Europa. Il suo edonismo esasperato diventò proverbiale e il suo motto: "Per essere eleganti non bisogna farsi notare" fu legge per tutti gli uomini alla moda. Brummell puntò sull'esasperata perfezione dei particolari: la "cravatta" che doveva essere inamidata e con fiocco adatto alle diverse occasioni; l'acconciatura, per la quale Brummel pretendeva tre parrucchieri, i "guanti" che dovevano essere realizzati da due guantai diversi, uno per i pollici, l'altro per le dita. Inoltre Brummell, che detestava i colori sgargianti, impose il blu per il frac e il beige per i calzoni. L'evoluzione del costume ottocentesco maschile si tradusse dall'abito stretto del periodo napoleonico a quello largo in uso dopo l'unità d'Italia. Elementi fondanti del guardaroba furono: i pantaloni, il gilet e i soprabiti. I pantaloni lunghi, derivavano dal mondo del lavoro e della marina. Il gilet o panciotto aveva la funzione di modellare il torace maschile, dandogli la convessità delle antiche armature. La giacca corta, introdotta dopo il 1850 e all'inizio molto criticata per la sua forma a sacco, era caratterizzata dalla brevità e dalla larghezza, ed entrò stabilmente nel guardaroba come abito diurno e come complemento di indumenti estivi. Il paletot o cappotto: consacrato sotto il Secondo Impero, di linea ampia e avvolgente, e di derivazione marinaresca; definito dai suoi osteggiatori “un barile di panno” piacque proprio per la sua comodità e disinvoltura passando anche all'abbigliamento femminile. Quando, tra gli anni trenta e cinquanta, grazie alla scoperta della vulcanizzazione della gomma, cominciarono a diffondersi i primi soprabiti impermeabili, il paletot fu creato anche in versione da pioggia.
La cravatta, oggetto di appassionata attrazione, doveva corrispondere a una serie precisa di requisiti, che potevano sintetizzarsi nel motto “a ogni occasione la sua cravatta”; all'inizio del secolo era rigorosamente bianca e inamidata. Le prescrizioni riguardavano anche i nodi, che dovevano essere sempre perfetti e appropriati alle circostanze, in modo che a ogni occasione mondana corrispondesse la cravatta giusta. Dopo la metà del secolo diventò sempre più piccola, e fu fatta anche in tessuti colorati.
Riguardo l'abbigliamento femminile, all'inizio del secolo la donna indossava un vestiario leggerissimo e trasparente. La rivoluzione francese, con il culto della Ragione e l'abolizione delle leggi Suntuarie, portò una ventata di anticonformismo che tuttavia durò meno di vent'anni. Nel periodo post-rivoluzionario, si abolirono i busti mentre i vestiti erano semitrasparenti anche in inverno. La moda detta anche del nudo, prescriveva che non si portassero più di un etto e mezzo tra abiti e scarpe. Un'ondata di influenza e il divieto - posto da Napoleone - di importare le leggere mussole indiane, fecero sì che la moda adottasse abiti più pesanti e chiusi.
La libertà femminile durò poco: già dopo il 1830 all'interno della famiglia borghese il compito della donna era riservato esclusivamente allo spazio privato dove era custode dell'ordine, del buon convivere, della pace e della moralità. Ancora di salvezza spirituale, portatrice di valori e di virtù, essa incarnò almeno fino alla metà del secolo l'ideale dell'angelo del focolare, modello che si affermò anche in campo estetico influenzando il gusto corrente: obbligatori la modestia del gesto, la prudenza del comportamento, lo sguardo dolce e timido. L'abito ormai chiuso attorno al collo, aveva maniche lunghe e spalle cadenti, mentre le linee del corpo tondeggianti simboleggiavano fragilità, dolcezza e arrendevolezza.
La sensualità era rigorosamente controllata, gli istinti severamente repressi: il corpo era nascosto da gonne lunghe e strati di biancheria: camicia, busto, copribusto, molteplici sottogonne, mutandoni che diventarono indumento stabile. Il busto era una corazza di tela irrigidita da stecche di balena che poteva causare anche dolori e svenimenti. Doveva assicurare il vitino di vespa, e lo si portava obbligatoriamente fin dall'infanzia, in quanto era opinione comune che esso dovesse correggere i difetti del portamento e sostenere la “naturale” debolezza della spina dorsale femminile. La soddisfazione carnale per l'uomo si raggiungeva fuori casa: l'Ottocento è anche l'età d'oro delle case di tolleranza, e delle cocottes, le cortigiane francesi famose e celebrate che, dal 1850 in poi, dettarono moda, proponendo un nuovo ideale estetico più provocante e sfacciato, sostenuto dall'avvento sulla scena letteraria della figura della femme fatale.

Il vestito femminile si evolse nelle sue linee: all'inizio del secolo la sottana mostrava la caviglia, per poi allungarsi fino ai piedi nel 1840 allargandosi sempre più con la cupola della crinolina; si prolungò con lo strascico dopo il 1870; ritornò infine a una lunghezza moderata e a una linea a campana. Il punto vita, alto fino al 1822, si abbassò alla sua posizione naturale e scese a punta sul davanti alla fine del secolo. Influenzato anche dai movimenti culturali, il costume femminile trovò ispirazione in fogge che guardavano al passato e alla storia: all'inizio del secolo il neoclassicismo imperante voleva tutte le donne vestite e pettinate come statue greche. Con l'avvento del romanticismo gli abiti si coprirono di pizzi e balze; ci si ispirò alla storia, al gotico e al Rinascimento, alle eroine del melodramma.

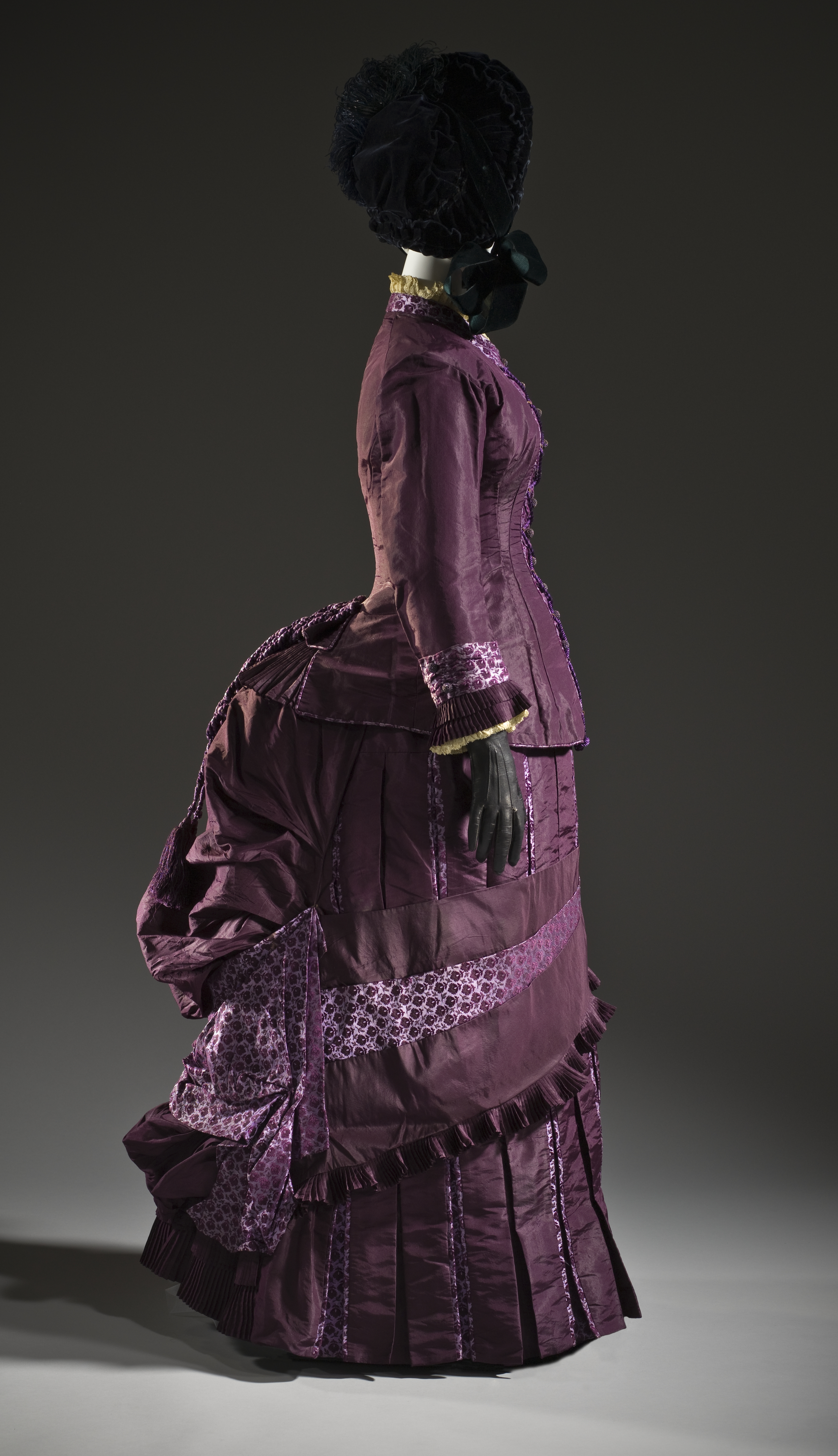
Abito con Tournure 1885

Con l'avanzare del secolo il gusto si spostò verso lo stile rococò, molto amato da Eugenia de Montillo. Attorno al 1870 trionfò l'eclettismo e si moltiplicano passamanerie e applicazioni; al posto della crinolina venne utilizzato un sostegno nella sola parte posteriore, detto "tournure" o più volgarmente "faux-cul", da cui si dipartivano drappeggi, ornamenti e un lungo strascico.
A fine secolo la silhouette femminile era "a clessidra", con la vita stretta, maniche molto gonfie e la gonna molto svasata.
Al trionfo dell'Art Nouveau e dei Pre-Raphaelites gli abiti femminili divennero longilinei e ispirati alle corolle dei fiori.
Infine, ogni occasione doveva comportare, nei manuali di galateo, una veste appropriata per la signora elegante, sempre adeguata al ruolo mondano da interpretare: abiti da casa, da viaggio, da passeggio, da carrozza, da visita, da ballo, da lutto, da mezzo lutto, e soprattutto abiti da sport. Lo sport si fece largo dopo la metà nel secolo, e richiese indumenti appropriati per ambo i sessi: il costume da bagno era, per la donna, un compromesso tra il bisogno di avere un indumento con cui muoversi adeguatamente in acqua e l'imperativo morale di nascondere quanta più epidermide possibile. Il completo da amazzone comportava una lunga gonna a strascico che doveva scendere a coprire le gambe quando la donna cavalcava seduta di fianco sulla sella. Il secolo doveva però scoprire altri sport, come il golf, il tennis e la bicicletta. Dopo il 1890 comparirono gli abiti per le cicliste tentando anche un precoce ripudio della sottana: calzoni alla zuava coprivano le gambe fino al ginocchio avendo a volte quale unico compromesso una corta tunica per nascondere parte dei fianchi.

#### Il Novecento

##### Dall'inizio del secolo alla Grande Guerra

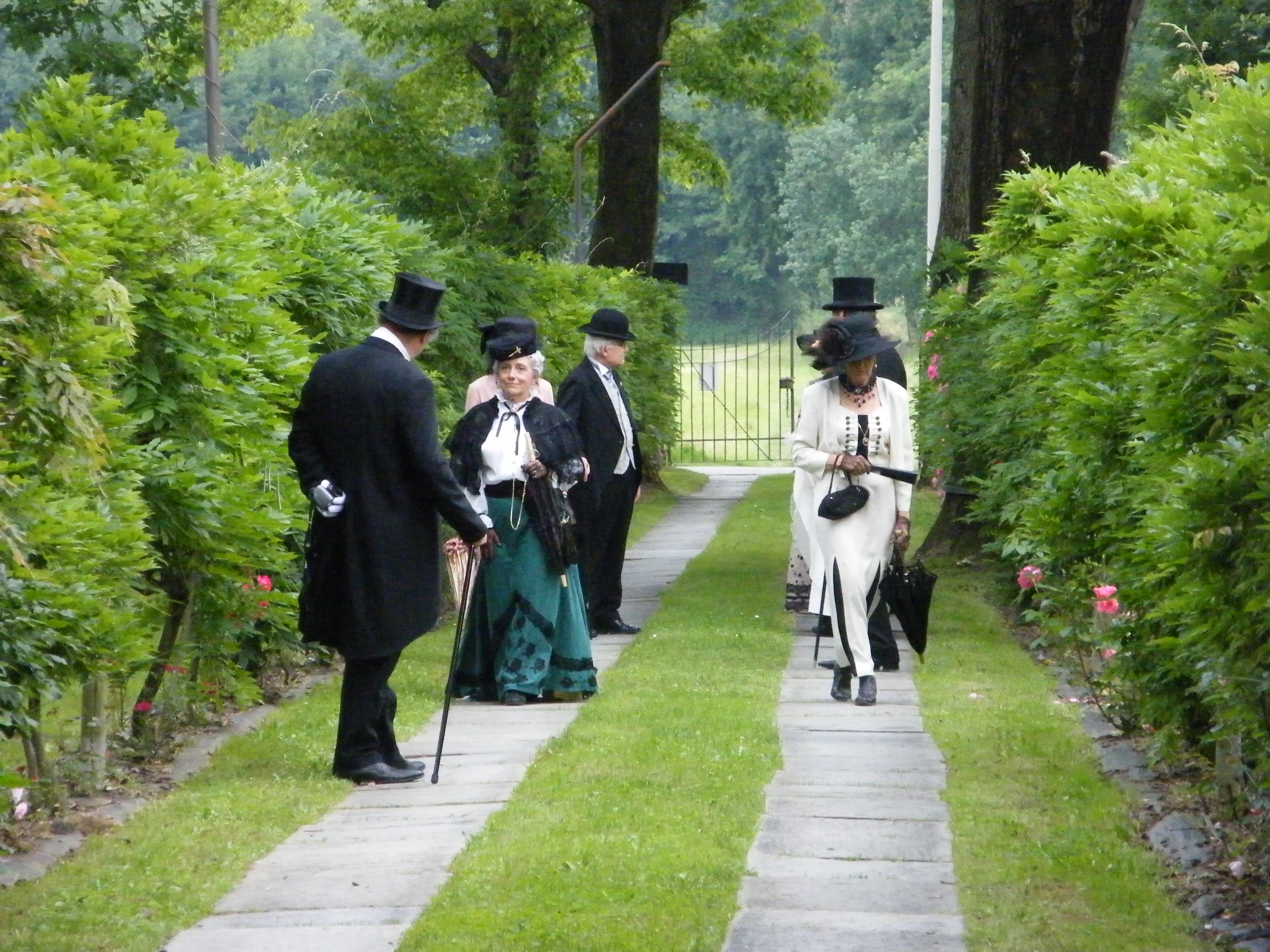
Costumi di inizio secolo in una rievocazione storica ad Agliè nella Villa Il Meleto

Dai tempi del re Sole dire moda voleva dire Parigi. La moda del Novecento è invece sempre più veicolata dai mezzi di comunicazione e dalle novità tecniche che si affermano con il cinema, con la fotografia, con i giornali e la televisione. Per questo motivo i cambiamenti di stile assumono una rapidità precedentemente sconosciuta, in modo particolare nel costume femminile, che esce completamente dagli schemi dei secoli precedenti. Le ragioni, abbastanza complesse, possono essere riassunte in alcuni punti fondamentali: la lotta delle Suffragette per ottenere il voto delle donne; l'entrata delle stesse nel mercato del lavoro dovuta alla partenza in guerra degli uomini; il fenomeno delle avanguardie artistiche cui si ispirano molti coutouriers. All'inizio del secolo dettavano legge La Maison Callot diretta dalle sorelle Gerber e La Maison Jacques Doucet, dove lavorava Madeleine Vionnet, destinata poi ad aprire una sua casa.

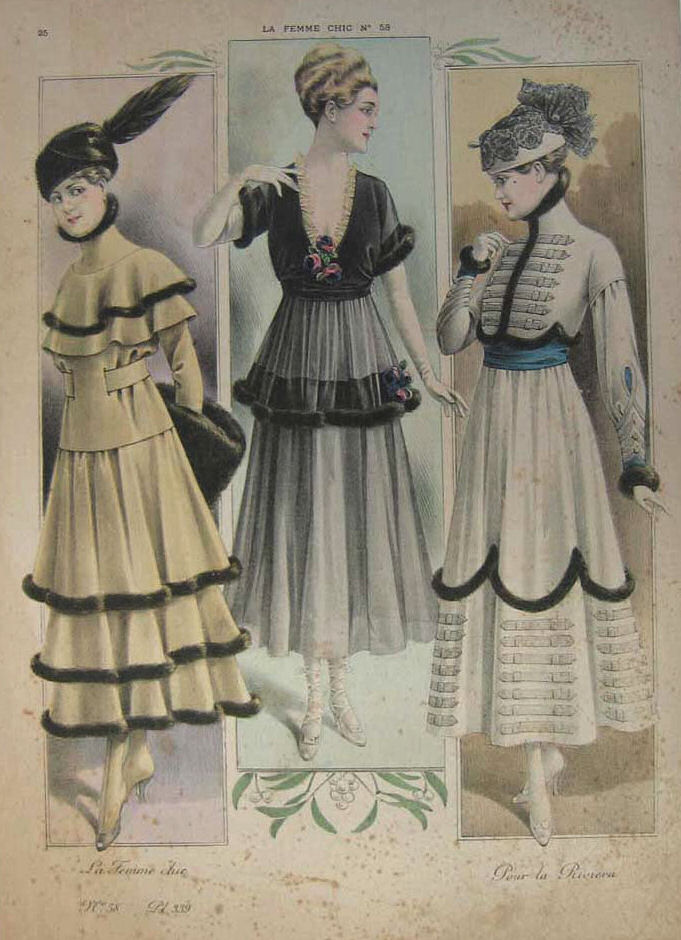
La moda 1910 su La Femme chic

Attorno al 1910 il sarto più in vista e scandaloso fu Paul Poiret, figlio di un mercante di stoffe. Dal 1903 aprì una boutique e in breve divenne un dittatore della moda. Voglio essere ubbidito anche quando ho torto, era il suo motto. Stanco dei colori pallidi e della linea a clessidra dello stile ottocentesco, inventò una donna priva di busto che indossava abiti a vita alta e dai colori vivaci. Poiret era geniale, fantasioso, megalomane. Usava sete, velluti, damaschi, accostava viola e rosso, blu e rosa pallido. Affascinato dai Balletti russi di Sergej Pavlovič Djagilev, che furoreggiavano a Parigi, s'ispirò all'Oriente. Fu il primo ad aprire una scuola per figuriniste, a organizzare corsi di andatura, a creare il pret-à-porter, a fare riprendere i suoi modelli da un grande fotografo (Edward Steichen), a fabbricare gli accessori, dai profumi alle borse. Per lanciare le sue jupe-culottes diede una grande festa che si intitolava Le mille e due notti. La moglie del sarto appariva in una gabbia dorata in compagnia di preziosi uccelli: gli ibis rosa. Lui, vestito da Sultano, le stava a fianco con un prezioso turbante piumato.
Nel 1914 scoppiò la prima guerra mondiale. Pur tra mille difficoltà Parigi volle mantenere il suo ruolo di arbitra dell'eleganza e i grandi couturiers continuarono la loro attività, nonostante la mancanza di materie prime che dovevano essere di necessità mandate al fronte. Forse per risparmiate tessuto, le gonne si accorciarono al polpaccio, mentre si affermarono linee militaresche, appena mitigate dalla cosiddetta crinolina di guerra, una gonna imbottita di tulle.
L'Inghilterra continuava invece a essere il modello dell'eleganza maschile. L'uomo però rimase legato alle fogge tradizionali ottocentesche: giacca, gilè, calzoni e camicia. I soprabiti invernali erano vari, mentre tra gli abiti da cerimonia, ancora diffusissimi erano il frac, il tight e lo smoking, noto come abito da fumo e diventato poi capo elegante. I colori erano scuri, la camicia, rigorosamente bianca, con il collo rigido e inamidato. Per mantenere la biancheria sempre perfettamente pulita, collo e polsini erano separati dalla camicia vera e propria. Edoardo VII, principe di Galles e figlio della regina Vittoria, fu un modello per i dandy: inventò infatti nuove fogge maschili, come i pantaloni con la piega e il risvolto. Sembra che a lui si debba anche l'invenzione dello smoking, ottenuto tagliando semplicemente le code del frac.

##### Gli anni venti e trenta

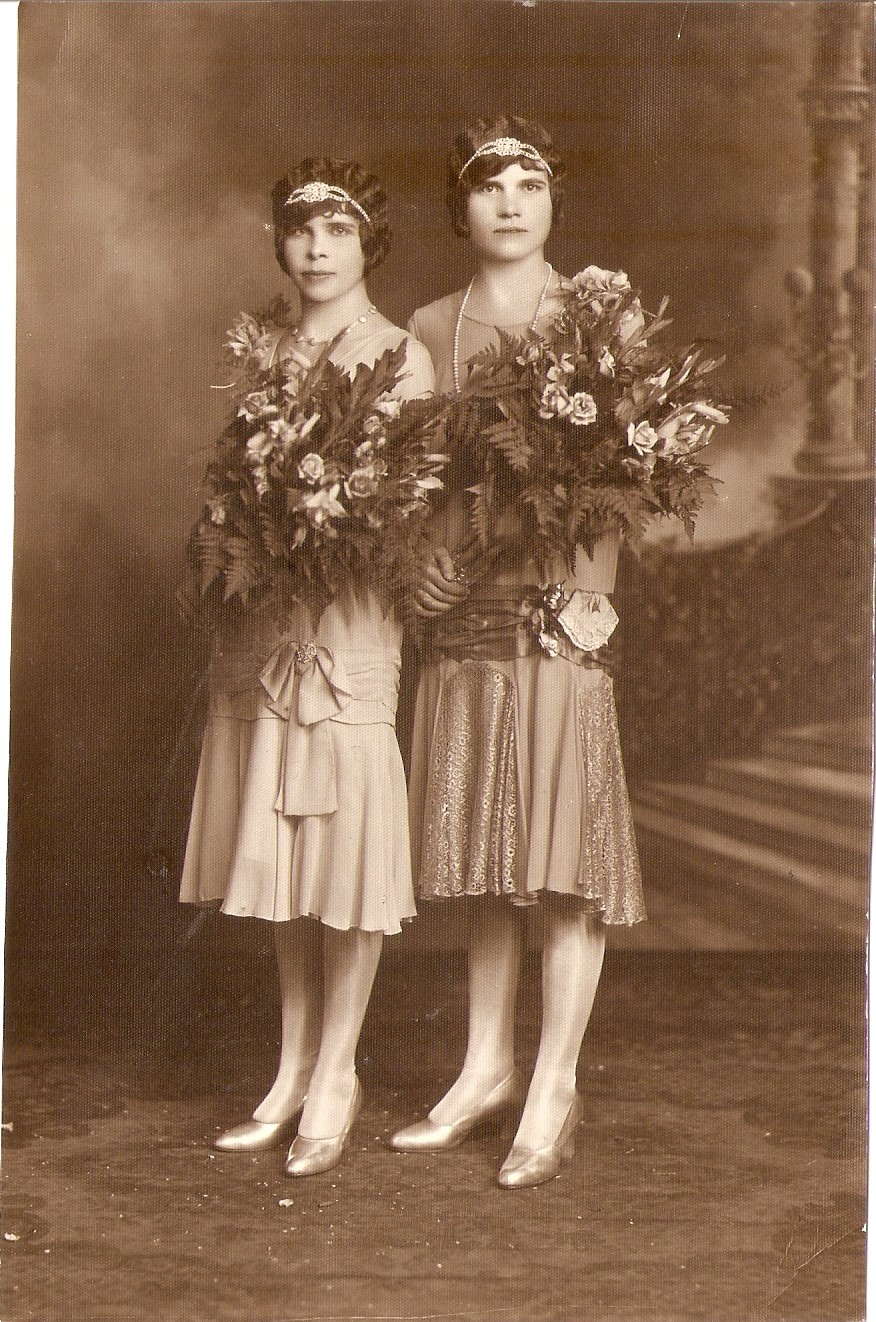
Damigelle di un matrimonio a New York, inizi anni 1920

Dopo la fine della prima guerra mondiale, lo scenario europeo mutò profondamente. La guerra aveva lasciato un'economia traumatizzata e non pochi problemi sociali e psicologici. Gli speculatori ne approfittarono: i grandi patrimoni aristocratici prebellici scomparirono e al loro posto avanzò una nuova classe sociale arricchita e quindi una diversa clientela per le case di moda. Gli ambienti mondani furono frequentati da milionari, psichiatri, pittori surrealisti e cubisti. Le mode americane invasero ogni settore: si bevevano cocktail e whisky, proliferavano le jazz band e i blues. Dopo quattro anni di privazione scoppiò la gioia di vivere, simboleggiata dal nuovo, sfrenato ballo, il charleston. Per tutto il periodo tra le due guerre il cinema influenzò lo stile di vita. A Hollywood nacque lo star system e attori come Rodolfo Valentino prima, Clark Gable, Jean Harlow, Greta Garbo, Marlene Dietrich poi, diventano modelli da imitare. Ma il fenomeno più importante si manifestò con evidenza proprio negli anni venti: l'emancipazione della donna che - durante la guerra - aveva dovuto assumere ruoli maschili di responsabilità e non era affatto disposta tornare indietro, ma pretendeva di governare la sua vita più liberamente. Molte donne si iscrissero all'Università e affrontarono professioni nuove come nel campo della medicina. Le giovani fumavano, si truccavano e frequentano locali notturni alla moda.
Il nuovo modello femminile fu la ragazza magra, senza più fianchi né petto, con uno sfrontato piglio mascolino e i capelli cortissimi alla Garçonne. La moda volle gonne sempre più corte e abiti spesso tagliati di sbieco, invenzione che sembra si debba a Madeleine Vionnet. Tuttavia, prima di arrivare all'orlo sotto al ginocchio, vennero inseriti pannelli triangolari che rendevano la forma dell'abito asimmetrica. Alla fine degli anni venti si affermò lo stile bebè, con gonne al ginocchio, scarpe con il cinturino, cappelli a Cloche. La moda propose un nuovo modo di intendere l'abito: pratico, semplice, di costo contenuto, elegante. Antesignana di questo nuovo modo di vestire fu Gabrielle Coco Chanel. Fu lei che lanciò l'abito in jersey corto, imponendo questo tessuto povero anche per il tailleur, una delle sue creazioni caratteristiche. Sempre lei semplificò la linea dell'abito da sera inventando un lineare tubino nero. Fu la prima a lanciare i gioielli fantasia in vetro colorato, l'abbronzatura e il profumo legato alla sua linea, il famosissimo Chanel Nº 5. Non disdegnava di portare i calzoni, ancora tabù per le donne.
All'assoluto predominio della moda francese per l'abbigliamento femminile, ci fu un tentativo di reazione in Italia. La giornalista Lydia De Liguoro fondò la rivista Lidel, che con l'appoggio dell'industria tessile nazionale, cercò di creare modelli italiani.
La moda maschile rimase nei binari rassicuranti che si era scelta. Tuttavia un certo tono sportivo e disinvolto si insinuò nelle giacche dai larghi revers, nei pantaloni con le pinces, nei gilè di lana stile golf. Comparirono i primi trench impermeabili e tornarono i pantaloni alla zuava, o knickerbockers, indossati con calze scozzesi. Grande novità furono l'introduzione del colletto floscio per la camicia e il modello button down con due bottoncini che assicuravano le punte alla camicia.
Tra il 1929 e il 1932 una crisi mondiale violentissima spazzò l'economia. Panico e disperazione si abbatterono sul mondo, né la moda uscì indenne dal trauma. Le case di moda francesi, che avevano avuto la loro migliore clientela oltre oceano, si videro imporre drastiche misure protezionistiche che gravarono pesantemente sugli abiti esportati. Il lavoro degli atelier parigini diminuì notevolmente, con conseguenti licenziamenti di personale. Un'ulteriore conseguenza della crisi fu la necessità di usare filati di minor pregio: si diffusero così le fibre sintetiche, come il rayon o il nylon. Quest'ultimo, in particolare, sostituì la seta con cui fino ad allora erano state fatte le calze.
Dopo il 1930 l'ideale femminile diventò più aggraziato e copiò le star di Hollywood: le labbra di Joan Crawford, i capelli platinati e le sopracciglia ridisegnate di Jean Harlow, i tailleur pantaloni di Marlene Dietrich. La donna ideale era longilinea e femminile, portava tacchi alti e si tingeva i capelli. Al contrario, nell'Italia del Regime si cercò di lanciare una bellezza formosa e mediterranea, modellata sul tipo fisico della Signorina grandi firme, icona inventata da Gino Boccasile, per la copertina del giornale Le grandi firme. La linea delle vesti negli anni trenta mutò: la vita tornò al punto naturale, gli abiti si allungarono sotto al ginocchio e si aprirono in piccole pieghe e pannelli. D'inverno si preferivano lunghi cappotti con immensi colli di volpe. Per il giorno trionfò il tailleur, mentre le spalle diventarono quadrate a causa di imbottiture nascoste. Il pantalone si insinuò gradatamente nella moda, specie negli abiti sportivi e nei completi estivi. I vestiti da sera, ultra femminili, si allungarono nuovamente fino ai piedi, con scollature vertiginose sulla schiena. Il nuovo oracolo di questo stile fu una sarta italiana emigrata in Francia: Elsa Schiaparelli. Dotata di una fantasia e una creatività irrefrenabili, e da sempre interessata all'arte moderna e alle Avanguardie come il Surrealismo e il Cubismo, ispirò molti dei suoi vestiti ai quadri di Salvador Dalí e di Pablo Picasso, con elementi onirici come specchietti, cassettini, aragoste giganti. Oppure con fogli di giornale stampati, come i famosi papier collé di Picasso. Il rosa fucsia o Shoking fu il suo colore preferito, come il nome di un suo celebre profumo. La sua donna doveva essere spregiudicata e indipendente e non avere paura del giudizio altrui.
Negli ultimi anni precedenti la guerra l'abito si accorciò e allargò, mentre lo stile diventò più romantico, con incrostazioni di ricami e paillettes. Per le vesti da sera si usarono tessuti leggeri e fruscianti.

#### Dalla seconda guerra mondiale al New Look
Nel 1939 le armate tedesche invasero la Polonia. Con questo atto ebbe inizio la seconda guerra mondiale, che terminò nel 1945 con un terrificante bilancio di morte e distruzione. I primi due anni del conflitto non produssero effetti notevoli nel settore dell'alta moda, ma ben presto le pesanti restrizioni causate dalla guerra, costrinsero i governi e i sarti ad adottare misure cautelative. L'invasione della Francia fu vista da tedeschi come l'occasione per spostare a Berlino le case di moda francesi, molte delle quali avevano nel frattempo chiuso. Grazie a un paziente lavoro di diplomazia, il sarto Lucien Lelong riuscì a convincere l'alto Comando germanico, che l'operazione avrebbe tolto alla alta moda parigina freschezza e vitalità. Tuttavia la crisi bellica causò inevitabilmente la corsa al risparmio, e per qualche anno le linee proposte furono semplici e poco interessanti. Nazioni come l'Inghilterra e l'Italia devettero distribuire tessere in tagliandi per l'abbigliamento.
La moda femminile si semplificò, anche per la mancanza di tessuto, soprattutto lana, e cuoio, che venivano usati per vestire le truppe al fronte. Per circa quattro anni si videro solo gonne al ginocchio, spalle quadrate, tessuti modesti. In America le signore, non avendo nylon per le calze, si facevano dipingere la riga dietro alle gambe. Le donne americane, più pratiche, adottarono abiti in tela jeans.
Alcuni creatori di moda utilizzarono invece materiali poveri per creare piccoli capolavori. In Italia si crearono scarpe con la suola di sughero o di capretto italico. Antesignano di questo genere fu Salvatore Ferragamo, nato a Bonito, piccolo borgo della provincia di Avellino e da lì emigrato negli Stati Uniti d'America. Intanto per non utilizzare la lana, che era usata dalle truppe al fronte, venne inventato il Lanital un tessuto ottenuto dai cascami della caseina. Negli Stati Uniti si fece leva sull'economico jeans, mentre a causa della mancanza di nylon furbi artigiani inventarono un nuovo mestiere dipingendo le gambe delle signore come se portassero le calze.
Con la fine della guerra l'alta moda ripartì da Parigi dove si realizzò un "Teatro della Moda" in miniatura per fare vedere i nuovi modelli. Tuttavia soltanto Christian Dior fu il vero iniziatore e artefice della moda post bellica, lanciando, nel 1947, il New look. Dior era stato prima antiquario e poi disegnatore presso Lelong, e aveva in mente una donna signorile, raffinata e romantica che si ispirava all'epoca della grandeur francese. Puntava sulla perfezione puntigliosa ed esclusiva del taglio, e su una linea che modellava il corpo femminile, tornando alle spalle morbide, alla vita di vespa, alle gonne lunghe. Seno in evidenza, fianchi tondi, gonna immensa, l'abito di Dior era falsamente naturale, ma nascondeva sotto il tessuto pregiato imbottiture e rinforzi. Amante del bianco e nero, prediligeva per gli abiti da giorno linee più caste, mentre per quelli da sera, scollature profonde e metri di tulle. L'aspetto ultrafemminile delle creazioni di Dior era accentuato anche dai dettagli. Obbligatori guanti, scarpe con il tacco, cappelli.

#### Gli anni cinquanta
La seconda guerra mondiale fece perdere il ruolo di protagonisti a molti stati, mentre lasciò spazio a Stati Uniti e Unione Sovietica, che ripartirono il mondo in due sfere d'influenza. In Europa si avvertì intensamente il fascino del modo di vita americano, dei suoi alti redditi e dei suoi enormi consumi. Mai come ora le mode americane invasero il vecchio mondo: cinema e televisione proposero un modo di vestire, di parlare, di ballare e cantare che venivano d'oltre oceano. Protagonisti furono per la prima volta i teen-agers che si distinguevano dagli adulti anche per l'abbigliamento: blue-jeans, t-shirt, maglioni, giacche in pelle, look trasandato o sportivo e per gli uomini, brillantina in testa. La fortuna dei jeans fu un fenomeno importante che influenza tuttora la moda. Questo indumento, usato fin dalla metà dell'Ottocento dagli operai, per la robustezza del suo tessuto, fissato con doppie cuciture e rivetti di metallo, fu lanciato nelle università americane dopo il successo de Il selvaggio, interpretato da un giovane e affascinante Marlon Brando. Anche il fenomeno Elvis Presley con il rock 'n' roll, i suoi movimenti provocanti e gli abiti vistosi, entusiasmavano i giovani. In Europa questi modi di vestirsi e di comportarsi esplosero prima nei gruppi giovanili, che vi trovarono una loro identità. Cominciò da questo momento un fenomeno importante: la moda fu imposta dalla gente di strada e non solo dai grandi sarti. Per la prima volta nella storia del costume le masse facevano opinione.
In Europa erano gli anni della ricostruzione e del miracolo economico, propagandato anche dai giornali di moda che si moltiplicavano a vista d'occhio. La gente si arricchiva e pretendeva di accedere alle nuove tecnologie: la televisione, il frigorifero, l'automobile. Anche il mondo della moda cominciò a essere investito dal consumo di massa. Le donne si stancarono di portare i vestiti rivoltati e fuori moda delle loro mamme e copiarono i modelli dalle riviste femminili con l'aiuto di cartamodelli e di provvidenziali sartine. Se Parigi continuava a dettare legge, stava nascendo a Firenze l'industria della moda italiana, e nel 1952 a Palazzo Pitti, presso la Sala Bianca, si tenne la prima di molte sfilate e manifestazioni. L'organizzazione si rivolse a cercare nuovi sarti non tra le storiche case di moda italiane, ma tra quelle che più tentavano di distaccarsi dai modelli parigini come Roberto Capucci, Vanna, Giovannelli-Sciarra, Mingolini-Gugenheim, Jole Veneziani, Carosa (della principessa Giovanna Caracciolo), Biki, Emilio Schuberth, Vincenzo Ferdinandi, Emilio Pucci, Simonetta, Eleonora Garnett, le sorelle Fontana, Alberto Fabiani, Antonelli, Germana Marucelli, Clarette Gallotti, Mirsa, Polinober.
Sono questi anche gli anni in cui nascono Krizia e Ottavio Missoni, veri pionieri del prêt-à-porter. I loro modelli semplici, creati con materiali nuovi, proposti in abbinamenti allora considerati arditi rivoluzionarono lo stile e il tipo di produzione dei decenni seguenti.
Parigi però dettava ancora legge: Dior, fino alla sua morte nel 1957, lanciava due collezioni all'anno che rendevano completamente superate quelle precedenti. Si subivano le sue imposizioni, e le aspettative del pubblico diventarono frenetiche, mentre le notizie sugli orli delle sottane riempivano le pagine dei giornali di moda. Alcune tra le più importanti collezioni di Dior si ispirarono alle lettere dell'alfabeto, come la linea H del 1954, con la vita spostata sui fianchi e il busto allungato e irrigidito come nei ritratti di Anna Bolena, moglie di Enrico VIII Tudor. Successivamente si ebbero la linea Y e la linea A, mentre gli abiti da sera erano solitamente lunghi fino ai piedi. Nel 1957, anno della sua morte, Dior rivoluzionò ancora la moda con la linea sacco, che creò molto scalpore perché nascondeva totalmente il punto vita.
Coco Chanel tornò a riaprire la sua casa di moda e, inossidabilmente fedele alle sue idee, ripropose i suoi mitici tailleurs, dalla giacca senza collo e dalla gonna semplice e diritta. Chanel detestava Dior e riteneva che i suoi abiti fossero rigidi, difficili da portare, scomodi da conservare. Al contrario lasciava fotografare i suoi modelli prima delle sfilate ed era felice di vederli moltiplicare, anche se questo significava limitare i suoi guadagni. Fu sempre lei che lanciò la scarpa Chanel, senza tallone e con la punta in colore diverso: era un'alternativa ai tacchi a spillo che dalla metà degli anni cinquanta martoriarono i piedi di molte donne.
Nello stesso periodo si sviluppò sempre di più la moda per il tempo libero. Sulle spiagge fece la sua prima comparsa il Bikini, costume da bagno in due pezzi, così soprannominato dal test nucleare sull'atollo di Bikini. I pantaloni continuavano la loro marcia verso il successo: si usavano per l'estate, per lo sport e per lo sci, con un passante sotto i piedi. Adattissimi per il ballo, ebbero particolare successo con il diffondersi del rock 'n' roll, nella loro versione a metà polpaccio. La maglia, da sempre considerata materiale povero e popolare, cominciò a fare parte delle collezioni.
Con la morte di Dior Yves Saint Laurent diventò direttore della maison. La sua prima collezione, attesissima, ebbe un successo travolgente: la linea a trapezio, era fresca, giovanile, e sostanzialmente una continuazione del Sacco di Dior. L'entusiasmo per il nuovo couturier durò però fino a quando, tradendo un accordo con gli altri sarti di non alterare l'orlo della gonna, Saint Laurent lo alzò di ben sette centimetri, finendo poi con lo scoprire le ginocchia. A causa della bagarre che ne seguì il giovane sarto ebbe un collasso e si ritirò da Dior cedendo il posto a Marc Bohan. Nel 1962 aprì a Parigi un atelier per conto proprio.

#### Gli anni sessanta

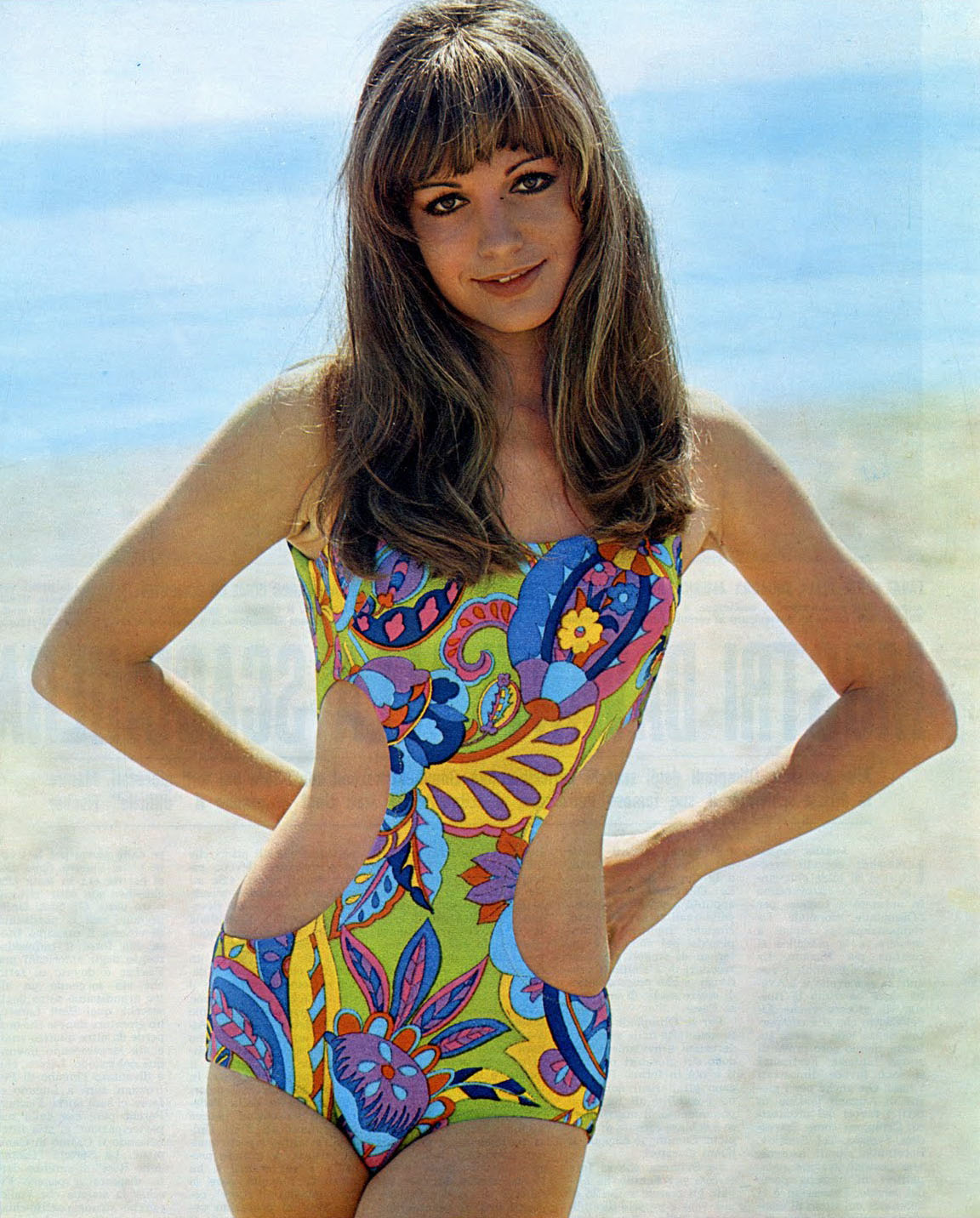
Catherine Spaak nel 1968, in uno scatto di Angelo Frontoni, con un costume da bagno che sia nella foggia sia nei colori segue le mode beat e psichedelica del decennio.

Gli anni sessanta, così irrequieti e provocatori, hanno radicalmente cambiato la morale e lo stile di vita in cui siamo tuttora radicati. Nonostante il benessere economico, gruppi sempre più folti di giovani, misero sotto critica la società patriarcale e dei consumi, proponendo nuovi modelli. Nel 1964 era scoppiata la Guerra del Vietnam, e le parole d'ordine dei gruppi giovanili furono pace e amore. Intanto all'Università di Berkeley il disagio provocò le prime contestazioni studentesche. Nel 1968 in Europa scoppiava il Maggio francese La divisa dei contestatori era un rifiuto totale verso il mondo elitario della moda: eskimo, sciarpe, jeans sdruciti, maglioni sformati, scarpe da tennis. Alcuni indumenti furono presi in prestito dalle uniformi di guerra, come per esempio il Montgomery (più propriamente Duffel Coat o Duffle Coat), cappotto in lana pesante chiusa da alamari, introdotto nella dotazione dei marinai della Royal Navy, che il generale Montgomery era solito indossare sopra la divisa; oppure la t-shirt, inventata dalla marina americana come canottiera per i soldati. I giovani salirono alla ribalta delle cronache e la moda si accorse di loro, che pure la rifiutavano ma la società dei consumi è stata capace di incanalare la protesta e renderla commerciabile.
In California un ristretto gruppo di giovani intellettuali, che saranno definiti la beat generation crearono una nuova filosofia di vita basata sulla ricerca della libertà anche attraverso esperienze dure come l'uso di droghe e allucinogeni. In Inghilterra lo stesso fenomeno fu diversamente interpretato: la musica beat, rappresentata dai The Beatles e dai The Rolling Stones, ebbe la capacità di aggregare milioni di teen ager, che copiarono i vestiti dei loro idoli preferiti. I Beatles indossavano pantaloni stretti e corti, giacchette striminzite, uniformi ottocentesche con spalline, stivaletti alla caviglia. Gli Stones, più arrabbiati, preferivano camicie e pantaloni di satin, collane e braccialetti, e si truccavano. Per entrambi i gruppi furono fondamentali i capelli lunghi e scompigliati, che da più di un secolo erano vietati agli uomini; colori sgargianti e lucidi sostituirono il grigio abito borghese.
Londra diventò meta di pellegrinaggio giovanile: proprio in quegli anni Barbara Hulanicki, detta Biba, vi aprì la prima boutique di moda giovanile, bizzarramente arredata. Gli abiti erano colorati e striminziti; infatti i nuovi stereotipi femminili non furono più le attrici di Hollywood, ma le indossatrici delle riviste di moda: Twiggy, Jean Shrimpton, Veruschka. Sottopeso, con la pelle chiara e gli occhi immensi truccatissimi, furono fotografate da artisti come David Bailey ed ebbero un successo planetario. Brigitte Bardot piaceva invece per il suo broncio sensuale, la coda di cavallo e i lunghi capelli arruffati. Il predominio di Parigi sulla moda stava cominciando a vacillare: in Inghilterra Mary Quant lanciò nel 1964 la minigonna, una sottana o un tubino che scopriva abbondantemente le ginocchia. Non potendo più portare reggicalze, si inventarono i collant colorati. Mary Quant lanciò anche la moda della maglia a coste (skinny rib), che fasciava la parte superiore del corpo. In Francia André Courrèges, che aveva studiato come ingegnere, fu l'unico a seguire la moda giovane, adottando gonne corte con stivaletti senza tacco, calzamaglie bianche, linee geometrizzate, e usando in modo massiccio i pantaloni, che dagli anni sessanta entrarono di prepotenza nel guardaroba femminile di ogni giorno. Audace e innovativo, Courrèges lanciò nel 1969 la Moda spaziale ispirata al primo sbarco dell'uomo sulla luna. Le sue modelle, vestite di abiti metallizzati e parrucche sintetiche multicolori, fecero epoca.
Altre novità lanciate in Francia furono gli abiti metallici di Paco Rabanne, che non avevano cuciture ma piastrine agganciate tra di loro con anelle. D'altro canto tutto il periodo guardò al materiale sintetico con interesse, includendo polivinili, con cui si potevano creare effetti di trasparenza, e tessuti acrilici. Né la moda trascurò di ispirarsi all'arte: nel 1965 Yves Saint Laurent lanciò la collezione Mondrian; erano gli anni della Pop art e dell'Op art, fondata da Victor Vasarely. Andy Warhol propose nel 1962 un abito in carta Minestra di pomodoro, stampata con le sue notissime scatole di zuppa Campbell.
Alla fine del periodo gli stili si sovrapponevano: si ebbero abiti Unisex, tra cui la famosissima Sahariana lanciata da Saint Laurent, abiti trasparenti in stile Nude look, abiti corti e lunghi. La minigonna non accennava a stancare, tuttavia si cercò di trovare compromessi nella lunghezza degli orli. Dal 1967 fu lanciato il Maxicappotto, sulle orme del successo del film Il dottor Živago, completato da un immenso colbacco di pelo. Mini e Maxi furono abbinati, finché non si arrivò a una via di mezzo, il Midi, con cui si chiudevano gli anni sessanta.

#### Gli anni settanta
18 settembre 1970. In Italia entrava in vigore la legge sul divorzio, sintomo di un evidente e profondo cambiamento culturale. Negli States, come reazione alla guerra del Vietnam, nasceva il Flower power, che ebbe i suoi primi, mitici cantori al raduno del festival di Woodstock.
Nata dalle idee innovative che si diffusero alla fine degli anni sessanta, la moda degli anni settanta assunse la forma di un vero e proprio movimento. Gli Hippy indossarono camicioni larghi e lunghi, tuniche trasparenti, colori sgargianti, fiori giganti, monili di tutti i tipi e indumenti esotici. I capelli si trasformarono sempre più in un groviglio di riccioli incolti. Questo look un po' straccione al di là della moda ufficiale diventò una vera e propria antimoda, simbolo di libertà.
Anche il movimento femminista di quegli anni si identificò con le gonne lunghe, gli abiti acquistati per pochi spiccioli ai mercatini dell'usato e gli zoccoli. Alla moda di quel periodo furono spesso collegate anche le diverse idee politiche: per esempio in Italia la giacca di pelle, gli occhiali Ray Ban e le polo Lacoste erano prerogativa dei giovani di destra, mentre i giovani di sinistra preferivano l'eskimo verde indossato sopra ai jeans, scarponcini simili ai "Clarks Desert Boots", maglioni di taglia abbondante e borse a tracolla in tela o cuoio.
Elio Fiorucci fu il primo che in Italia captò questo tipo di moda controcorrente fatta di stracci. Partito da un modesto negozio di pantofole ereditato dal padre, in pochi anni creò a Milano un grande emporio-bazar. Intuì che il marchio poteva essere un elemento indispensabile per attirare l'attenzione dei giovani compratori, e inventò il suo: due angioletti vittoriani muniti di pesanti occhiali da sole. Il suo emporio era altresì un punto d'incontro, e vi si poteva trovare di tutto: abiti rifiniti male, [zatteroni] altissimi e pericolosi, felpe, jeans, ma anche gadget molto colorati. A lui si deve l'introduzione del tessuto elasticizzato nella moda, che gli permise di inventare tute molto aderenti adatte alla disco-dance.
Le case di moda si vedevano fuggire la clientela. Oltretutto un'ondata di scioperi colpì molte industrie nel quinquennio 1970-75, e parecchie tra quelle che lavoravano nell'indotto dell'abbigliamento furono costrette a chiudere. Per salvarsi dalla crisi quasi tutte le case di moda si buttarono sul "pronto"; la passerella si avviava via via a diventare un'esibizione costosissima e a volte folle, ma utile a commercializzare prodotti più normali seppur costosi. Oramai non si poteva parlare di moda, ma di mode. Tra queste quelle etniche, per cui si videro in strada odalische, pellerossa, cinesi e peruviane. E l'esplosione della maglieria, di cui la stilista francese Sonia Rykiel era considerata la regina. Sull'onda del femminismo si indossarono strati su strati di maglia, berretti, sciarpe, scaldamuscoli. Tra le novità, proprio all'inizio del periodo, vi furono gli Hot pants, pantaloncini assai più corti delle minigonne e che lasciavano interamente scoperte le gambe.
Ma il couturier più importante del periodo fu Yves Saint Laurent. Coltissimo, appassionato d'arte e fantasioso, aveva capito che le idee nuove possono venire anche dalla strada. Innovatore del guardaroba femminile, applicò alla donna diversi capi tradizionalmente maschili, come lo smoking, il trench, i knickerbockers e il tailleur pantalone. Con un occhio rivolto anche al folklore, creò una celeberrima e sontuosa collezione in stile russo, poi un'altra in stile cinese. Infine parecchie sue collezioni si ispirarono al mondo dell'arte, da quella pop, al cubismo (collezione Picasso) al fauvismo. Negli anni sessanta aveva aperto una famosa catena di negozi di moda pronta denominata Rive Gauche, tuttavia con il tempo il suo stile diventò sempre più prezioso e teatrale.

#### Gli anni ottanta
Negli anni ottanta si assistette a una ridefinizione completamente nuova della professione dello stilista. Non bastava più essere un buon artigiano e creare capi di ottima fattura e qualità: seguendo l'esempio delle più sofisticate strategie pubblicitarie, occorreva dare un'immagine accattivante del proprio prodotto. Agli stilisti non restava altra scelta, anche perché il loro successo aveva creato veri e propri imperi finanziari, dove si produceva tutto ciò che stava attorno all'abito. Non solo gli accessori, ma l'arredamento stesso dell'abitazione. La concorrenza, a causa della globalizzazione, era spietata e ogni mossa affidata ad agenzie e curatori d'immagine doveva colpire il target designato.
La moda degli anni ottanta fu caratterizzata dal culto del successo e dell'efficienza. Il quadro venne tuttavia completato dalle tendenze eversive dei punk e degli altri gruppi della cultura urbana giovanile. Si sviluppò inoltre la corsa alla forma fisica, e anche per persone non più giovani si crearono indumenti casual presi dall'abbigliamento sportivo. In questo periodo la moda diventò definitivamente internazionale. Ridotta l'importanza della haute couture francese, ogni nazione sviluppò uno stile differente; in Europa, in particolare, furono l'Italia, la Germania e l'Inghilterra, mentre emergevano gli Stati Uniti, con il loro stile classico contemporaneo, e soprattutto il Giappone. Poco apprezzati in patria, gli stilisti giapponesi emigrarono a Parigi, da cui lanciarono linee composite dal taglio impeccabile e dai materiali insoliti.
Il successo del Made in Italy in questo periodo derivò anche da abili strategie di marketing. Milano strappò la palma di capitale della moda a Firenze, Venezia e Roma. Diventarono famosi stilisti come Giorgio Armani, Ottavio Missoni, Gianfranco Ferré, Gianni Versace, Dolce & Gabbana, Miuccia Prada e Krizia. Il successo di D&G fu dovuto alla pop star Madonna, entusiasta degli abiti dall'erotismo chic e trasandato, con calze nere e biancheria intima da portare in vista.
L'ideale di bellezza femminile si ispirò alla donna sportiva e snella, muscolosa e ambiziosa, di successo sia nel privato che nel pubblico, grazie anche al fatto di essere sempre vestita adeguatamente. Proprio Madonna impersonò questo credo, secondo cui era possibile modellare il proprio corpo attraverso l'aerobica, il culturismo, le diete e le cure di bellezza. Le spalle dei vestiti femminili si allargarono e gonfiarono; onnipresente il binomio giacca-tailleur con valigetta porta documenti. Il modello della donna manager, non più femminile e fragile, ma dura e spietata sul lavoro.
In contemporanea nacque negli Stati Uniti d'America il fenomeno, acronimo vezzeggiativo di Young Urban Professional. Rampante e ambizioso, lo yuppie lavorava spesso in Borsa, aveva pochi scrupoli e voleva arricchirsi velocemente. Frequentava ambienti chic e ristoranti costosi, sniffava cocaina e vestiva italiano, in special modo Armani e Versace.

## Musei della moda
A Firenze è presente uno dei più importanti musei italiani dedicati alla moda, la Galleria del Costume sita in Palazzo Pitti, che traccia una storia dettagliata delle mode che si sono susseguite nel tempo, con una collezione di oltre 6000 manufatti, fra abiti antichi, accessori, costumi teatrali e cinematografici di grande rilevanza documentaria, e numerosi esemplari prestigiosi di stilisti italiani e stranieri.
All'estero esistono altri musei della moda o musei in cui importanti sezioni sono dedicate alla storia del costume.